# BRICS
BRICS（ブリックス、英: Brazil, Russia, India, China, South Africaから）は、ブラジル、ロシア、インド、中国、南アフリカ、イラン、エジプト、アラブ首長国連邦、エチオピア、インドネシアの10か国から成る国際会議である。BRICSは加盟国による非干渉、平等、相互利益を基本としている。
2001年11月30日、ゴールドマン・サックスの経済学者であるジム・オニールによって書かれた投資家向けレポートで、ブラジル、ロシア、インド、中国の総称として初めて用いられて世界中に広まった。4か国の場合はBRIC（ブリック）、もしくはBRICsと呼ばれていた。2009年からBRIC4か国が首脳会議を開催し、2011年に南アフリカが首脳会議に参加した後は、5か国についてBRICSと総称される様になった。
2024年の首脳会議にイラン、エジプト、アラブ首長国連邦、エチオピアの4か国が参加し、2025年の首脳会議にはインドネシアが参加してBRICSは10か国に拡大した。加盟国が増えてもBRICSと呼称されるが、非公式な場ではBRICS+という言葉も使用されている。
このグループは新開発銀行、外貨準備基金、BRICS PAY、BRICS通貨バスケット準備通貨、BRICS共同統計出版物など、西側諸国と競合するイニシアチブを実施しているため、G7ブロックの地政学的な代替手段と考えられている。

## 概要
BRICの4か国は、2009年6月16日にロシアのエカテリンブルクで第1回首脳会議を開催した。2011年4月13日に中国の三亜で行われた第3回首脳会議には南アフリカが初めて参加し、首脳会議の正式名称をBRICS首脳会議（英: BRICS summit）に変更した。BRICS首脳会議への参加を目指す国は増加しており、オンライン形式で行われた2022年の第14回首脳会議には、BRICSの5か国以外にも13か国が参加した。こうした動きからBRICSを多国間協力の組織体と捉え直し、拡大版BRICSはBRICS+とも表現され、G7のカウンターウェイトとしても注目されている。
2024年の第16回首脳会議では、加盟国に次ぐ立場にあたる準加盟国に相当する「パートナー国」が創設された。パートナー国は、加盟国との経済協力やBRICS首脳会議に参加出来る権利を持つ。2024年12月、議長国を務めるロシアは、パートナー国としてインドネシア、ベラルーシ、キューバ、ボリビア、マレーシア、ウズベキスタン、カザフスタン、タイ、ウガンダの9か国が確定し、2025年1月1日付で正式加入すると発表した。2025年1月6日にインドネシアが正式加盟国に昇格し、同月17日にはナイジェリアが正式にパートナー国に加わった。

## BRICS加盟国
| 国名             | 加盟日         |
| ---------------- | -------------- |
| ブラジル         | 2009年6月16日  |
| ロシア           | 2009年6月16日  |
| インド           | 2009年6月16日  |
| 中国             | 2009年6月16日  |
| 南アフリカ共和国 | 2010年12月24日 |
| イラン           | 2024年1月1日   |
| エジプト         | 2024年1月1日   |
| アラブ首長国連邦 | 2024年1月1日   |
| エチオピア       | 2024年1月1日   |
| インドネシア     | 2025年1月6日   |

| 国名           | 加盟日        |
| -------------- | ------------- |
| ベラルーシ     | 2025年1月1日  |
| キューバ       | 2025年1月1日  |
| ボリビア       | 2025年1月1日  |
| マレーシア     | 2025年1月1日  |
| ウズベキスタン | 2025年1月1日  |
| カザフスタン   | 2025年1月1日  |
| タイ           | 2025年1月1日  |
| ウガンダ       | 2025年1月1日  |
| ナイジェリア   | 2025年1月17日 |
| ベトナム       | 2025年6月13日 |

### 加盟申請
新規加盟国は、首脳または外相がBRICS議長に対し、新たにBRICS加盟国となることに関心があることを正式に表明した場合、関心があるとみなされる。BRICS議長は関心のある国の表明を既存のBRICS加盟国に回覧し、満場一致の同意を得た場合にのみ加盟することが出来る。招待が確定した新規BRICS加盟国は、その首脳または外相がBRICS加盟招待を受け入れる決定をBRICS議長に伝えた時点で、正式にBRICS加盟国となる。
加盟要件は、BRICSの指導原則に合致すること。BRICSの強化に貢献すること。地域的および世界的に戦略的な影響力を持つ「新興国」または「発展途上国」であること。連帯、平等、相互尊重と理解、開放性、包摂性、互恵的な協力と合意の精神を含む、BRICSの創設理念と原則に合致すること。すべての既存のBRICS加盟国と外交的かつ友好的な関係を築き、既存のBRICS加盟国に対し、国連安全保障理事会の承認を得ていない制裁を課さないこと。貿易、商業、投資の連携強化を通じて、国際社会および地域の平和と安全、社会経済の持続可能な開発、そして世界経済の成長を促進することに尽力すること。

### 2023年

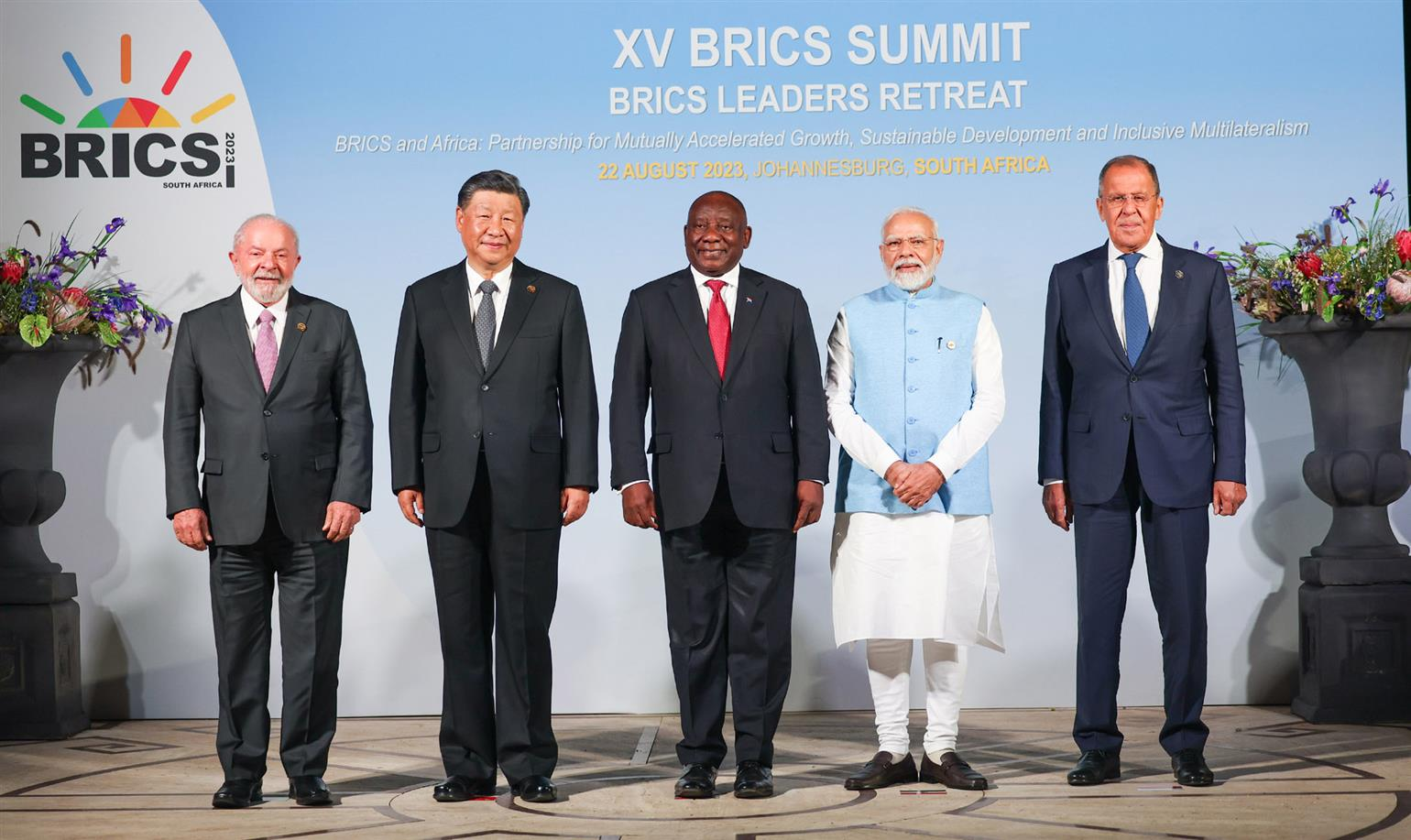
2023年の首脳会議に出席したBRICS代表。左から、ルーラ、習、ラマポーザ、モディ、ラブロフ。

2023年8月に南アフリカで行われた第15回BRICS首脳会議で、アルゼンチン、エジプト、エチオピア、イラン、サウジアラビア、アラブ首長国連邦の6か国が、2024年1月1日付で正式にBRICS加盟国となることが発表された。しかし、アルゼンチンのBRICS加盟に否定的なハビエル・ミレイが、2023年12月10日に大統領に就任し方針を転換。同年中に加盟しない方針を文書で通知した。
2024年1月16日、スイス東部ダボスで行われている世界経済フォーラム年次総会（通称ダボス会議）で、サウジアラビアのアル＝カサビー商業相がBRICSには未加盟である事を明かした。同年1月31日、南アフリカのパンドール外相は、エジプト、エチオピア、イラン、サウジアラビア、アラブ首長国連邦の5か国が新規加盟する事を確認したと発言したが、この時点でサウジアラビア関係筋は依然として加盟を検討中としており、BRICSとの認識の相違を示した。

### 2024年

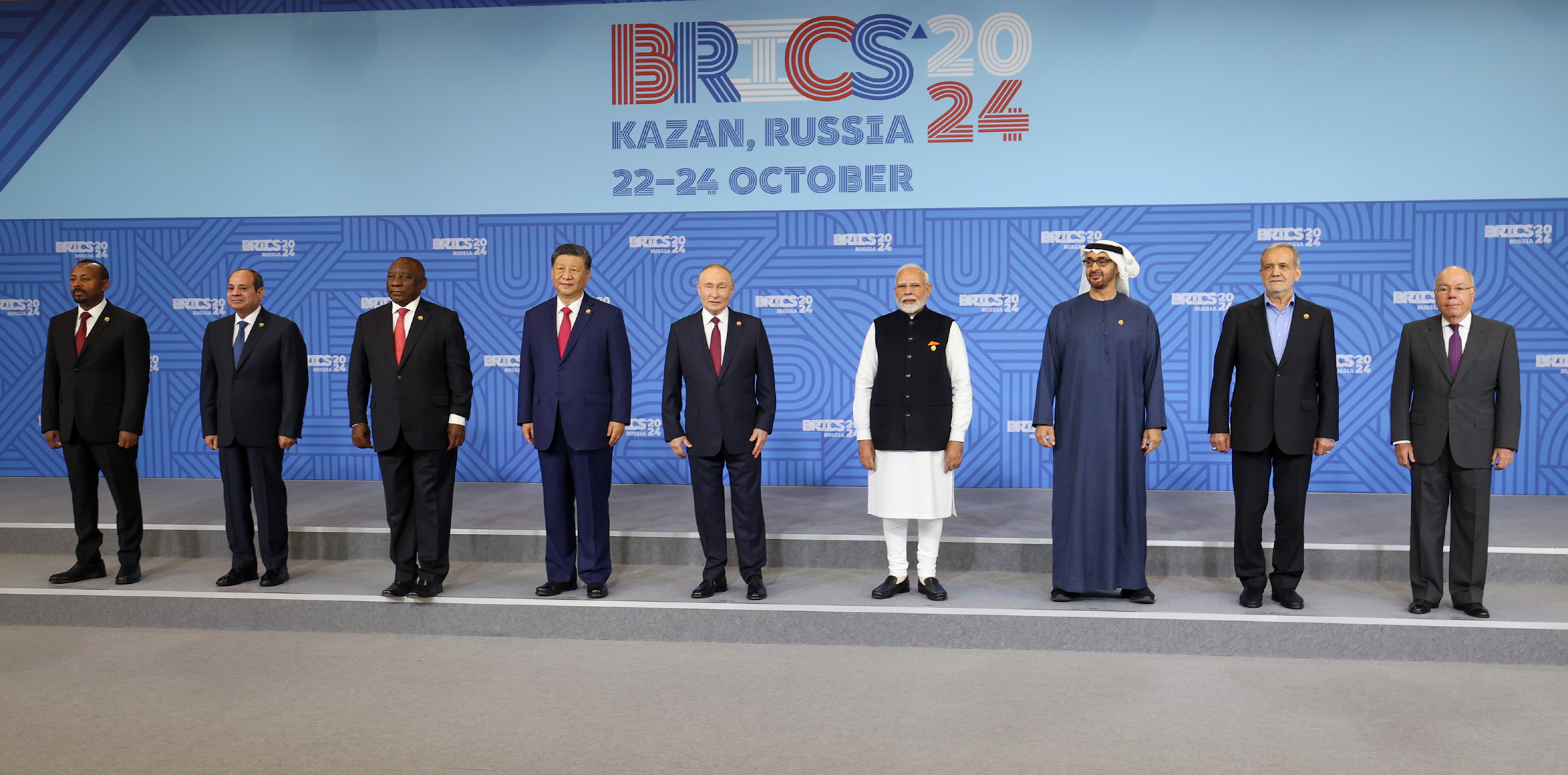
2024年10月23日、ロシアのカザンで開催された第16回BRICS首脳会議でのBRICS代表。

南アフリカのパンドール外相は、2024年2月4日までにBRICS加入への関心を伝えてきた国は34か国に達すると述べている。2024年5月28日、タイ政府はBRICSに加盟申請すると発表した。同年6月4日、トルコのフィダン外相は「トルコはBRICSへの加盟を望む」と発言した。同年6月18日、マレーシアのアンワル・イブラヒム首相はBRICSに加盟すると表明した。
2024年10月にロシアで行われた第16回BRICS首脳会議では、BRICSの正式加盟国は追加されず、新たに「パートナー国」の枠を創設した。パートナー国として参加を招待したことが発表されたのは、トルコ、インドネシア、アルジェリア、ベラルーシ、キューバ、ボリビア、マレーシア、ウズベキスタン、カザフスタン、タイ、ベトナム、ナイジェリア、ウガンダの13か国。
2024年10月25日、北朝鮮がBRICSへの加盟申請を行っているかについて、ロシアのセルゲイ・リャブコフ外務次官は「平壌の友人がBRICS活動を見守り、関心を持っていることを感じている」と語り、「BRICS申請に関して言えば、我々はかなり活発に活動している」と述べた。

### 2025年

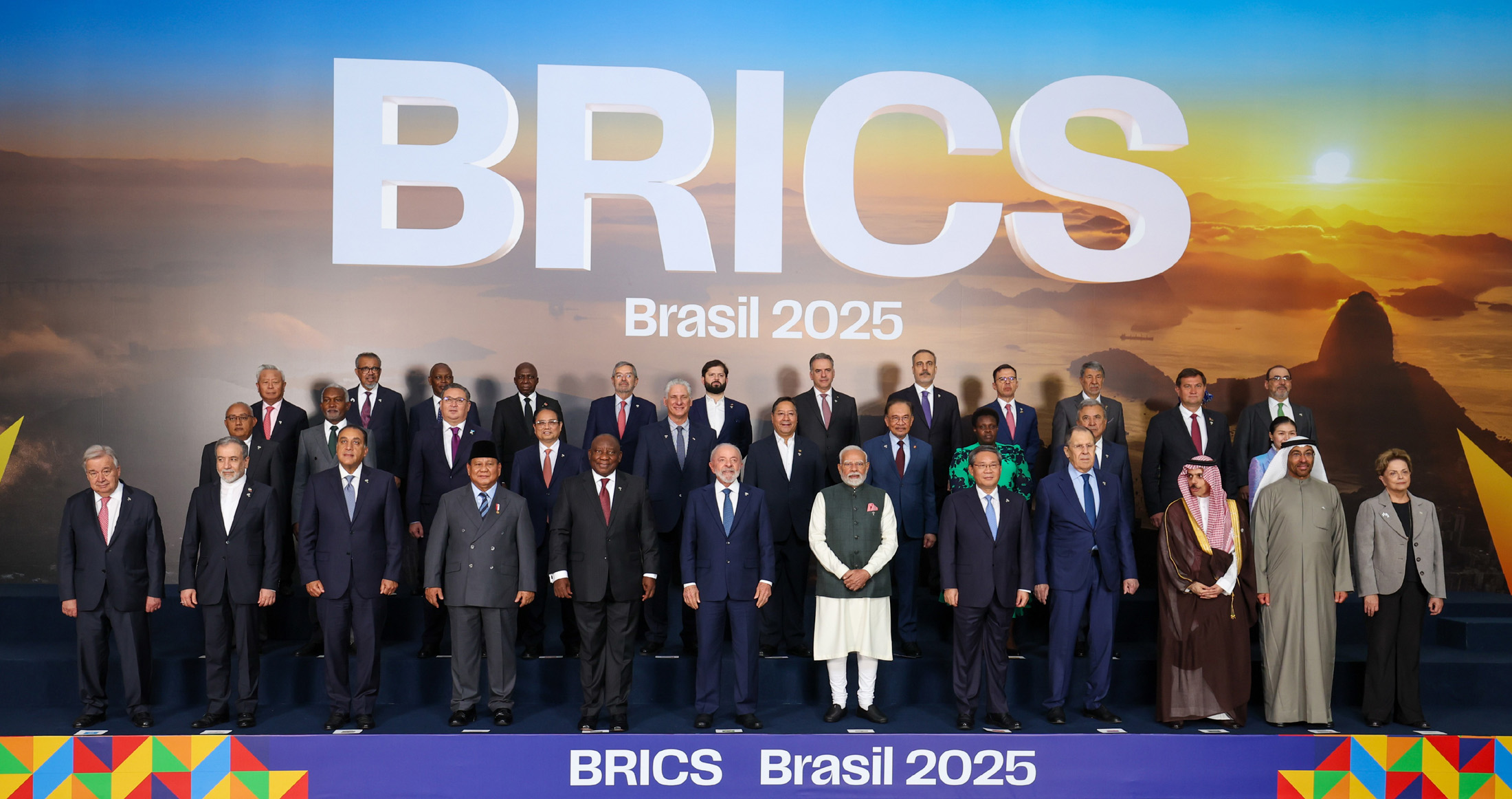
2025年の首脳会議での加盟国、パートナー国、ゲストの集合写真 (2025年7月7日)

2025年1月6日、議長国を務めるブラジルが、インドネシアがBRICSに正式加盟したと発表した。東南アジアの国としては初めての正式加盟国であり、これによりBRICSは10か国体制となる。BRICS自身は11か国体制になったと宣言したものの、そのうちサウジアラビアは依然として自身を加盟国と認めていない。同年6月13日、ブラジル政府はベトナムがBRICSのパートナー国として正式に認定されたと発表した。
2025年7月にブラジルで行われた第17回BRICS首脳会議での、新たな加盟国・パートナー国の追加はされなかった。サウジアラビアは3年連続でファイサル外務大臣が出席した。

## BRICS首脳会議の一覧
| 回次   | 開催日                | 議長国     | 開催地                   | 議長                           | 備考   |
| ------ | --------------------- | ---------- | ------------------------ | ------------------------------ | ------ |
| 第1回  | 2009年6月16日         | ロシア     | エカテリンブルク         | ドミートリー・メドヴェージェフ | 4か国  |
| 第2回  | 2010年4月16日         | ブラジル   | ブラジリア               | ルーラ・ダ・シルヴァ           | 4か国  |
| 第3回  | 2011年4月13日 - 14日  | 中国       | 三亜                     | 胡錦濤                         | 5か国  |
| 第4回  | 2012年3月29日         | インド     | ニューデリー             | マンモハン・シン               | 5か国  |
| 第5回  | 2013年3月26日 - 27日  | 南アフリカ | ダーバン                 | ジェイコブ・ズマ               | 5か国  |
| 第6回  | 2014年7月14日 - 16日  | ブラジル   | フォルタレザ、ブラジリア | ジルマ・ルセフ                 | 5か国  |
| 第7回  | 2015年7月8日 - 9日    | ロシア     | ウファ                   | ウラジーミル・プーチン         | 5か国  |
| 第8回  | 2016年10月15日 - 16日 | インド     | ゴア州ベノーリム         | ナレンドラ・モディ             | 5か国  |
| 第9回  | 2017年9月3日 - 5日    | 中国       | 廈門                     | 習近平                         | 5か国  |
| 第10回 | 2018年7月25日 - 27日  | 南アフリカ | ヨハネスブルグ           | シリル・ラマポーザ             | 5か国  |
| 第11回 | 2019年11月13日 - 14日 | ブラジル   | ブラジリア               | ジャイール・ボルソナーロ       | 5か国  |
| 第12回 | 2020年11月17日        | ロシア     | サンクトペテルブルク     | ウラジーミル・プーチン         | 5か国  |
| 第13回 | 2021年9月9日          | インド     | ニューデリー             | ナレンドラ・モディ             | 5か国  |
| 第14回 | 2022年6月23日         | 中国       | 北京                     | 習近平                         | 5か国  |
| 第15回 | 2023年8月22日 - 24日  | 南アフリカ | ヨハネスブルグ           | シリル・ラマポーザ             | 5か国  |
| 第16回 | 2024年10月22日 - 24日 | ロシア     | カザン                   | ウラジーミル・プーチン         | 9か国  |
| 第17回 | 2025年7月6日 - 7日    | ブラジル   | リオデジャネイロ         | ルーラ・ダ・シルヴァ           | 10か国 |
| 第18回 | 2026年                | インド     | 未定                     | ナレンドラ・モディ             | 10か国 |

## 加盟国首脳（2025年現在）

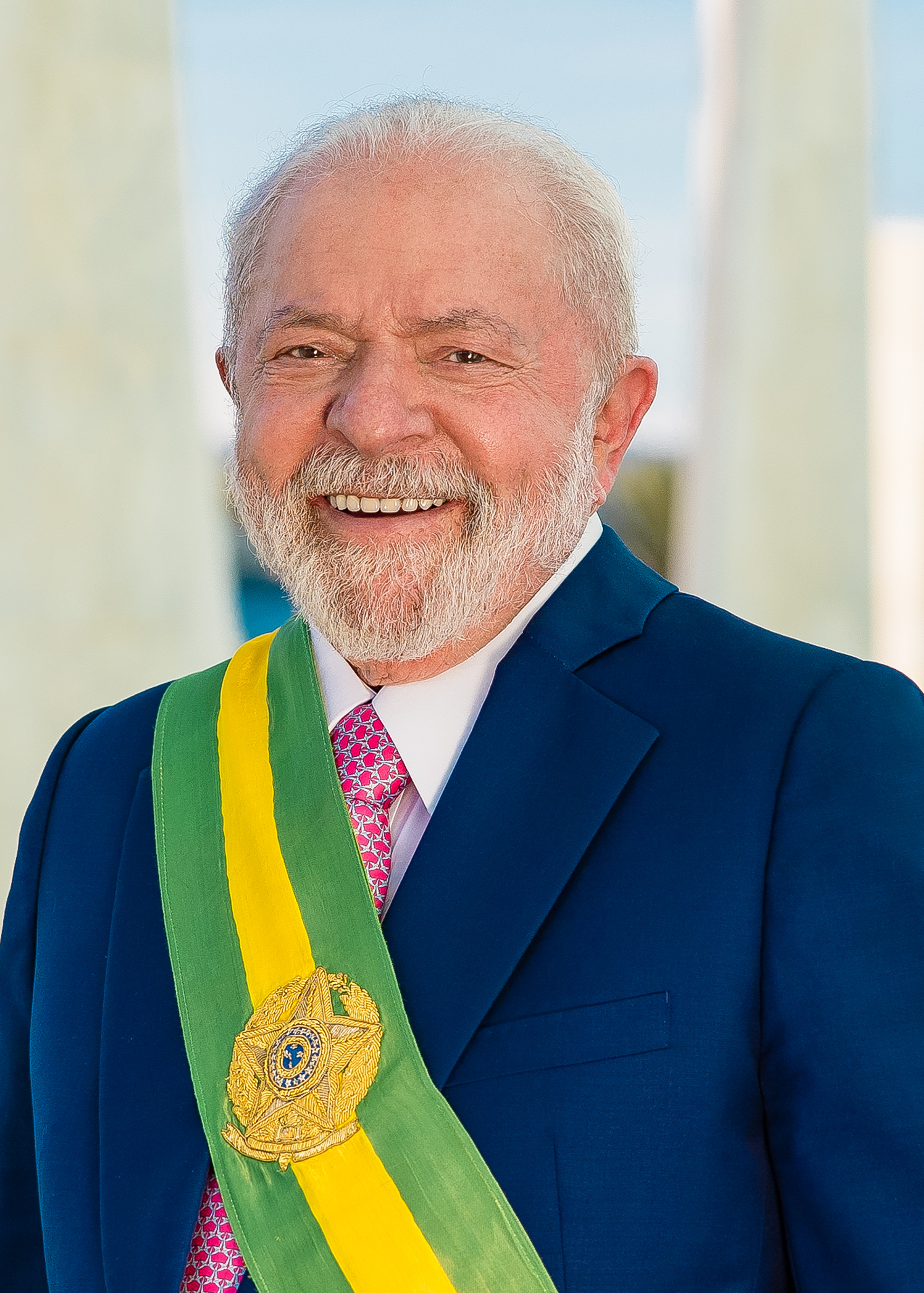
ブラジル ルイス・イナシオ・ルーラ・ダ・シルヴァ（大統領）
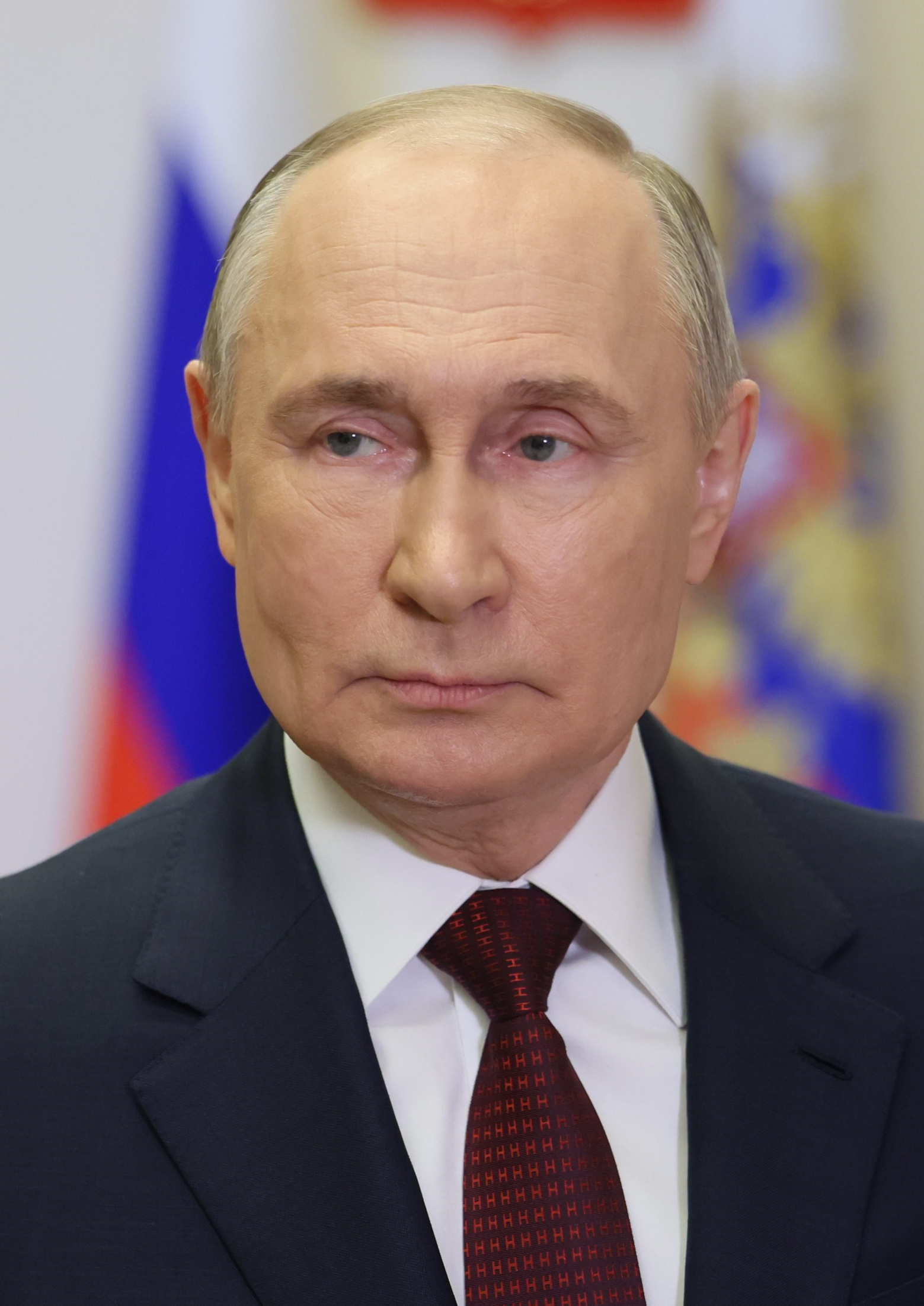
ロシア ウラジーミル・プーチン（大統領）
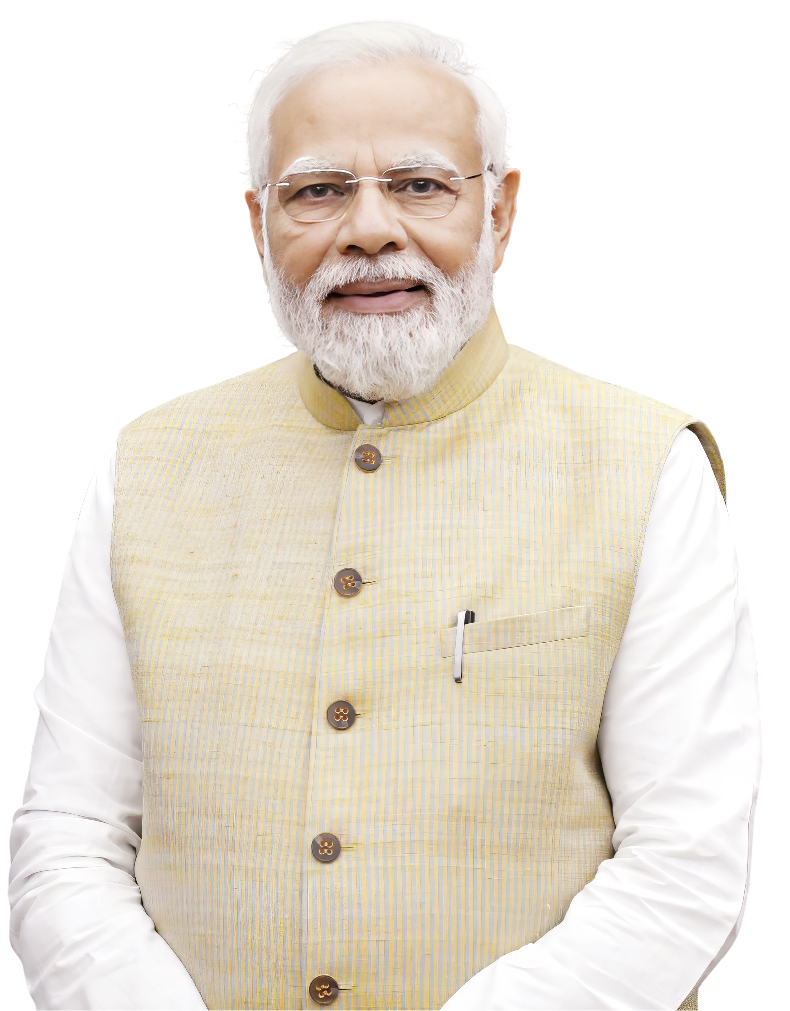
インド ナレンドラ・モディ（首相）
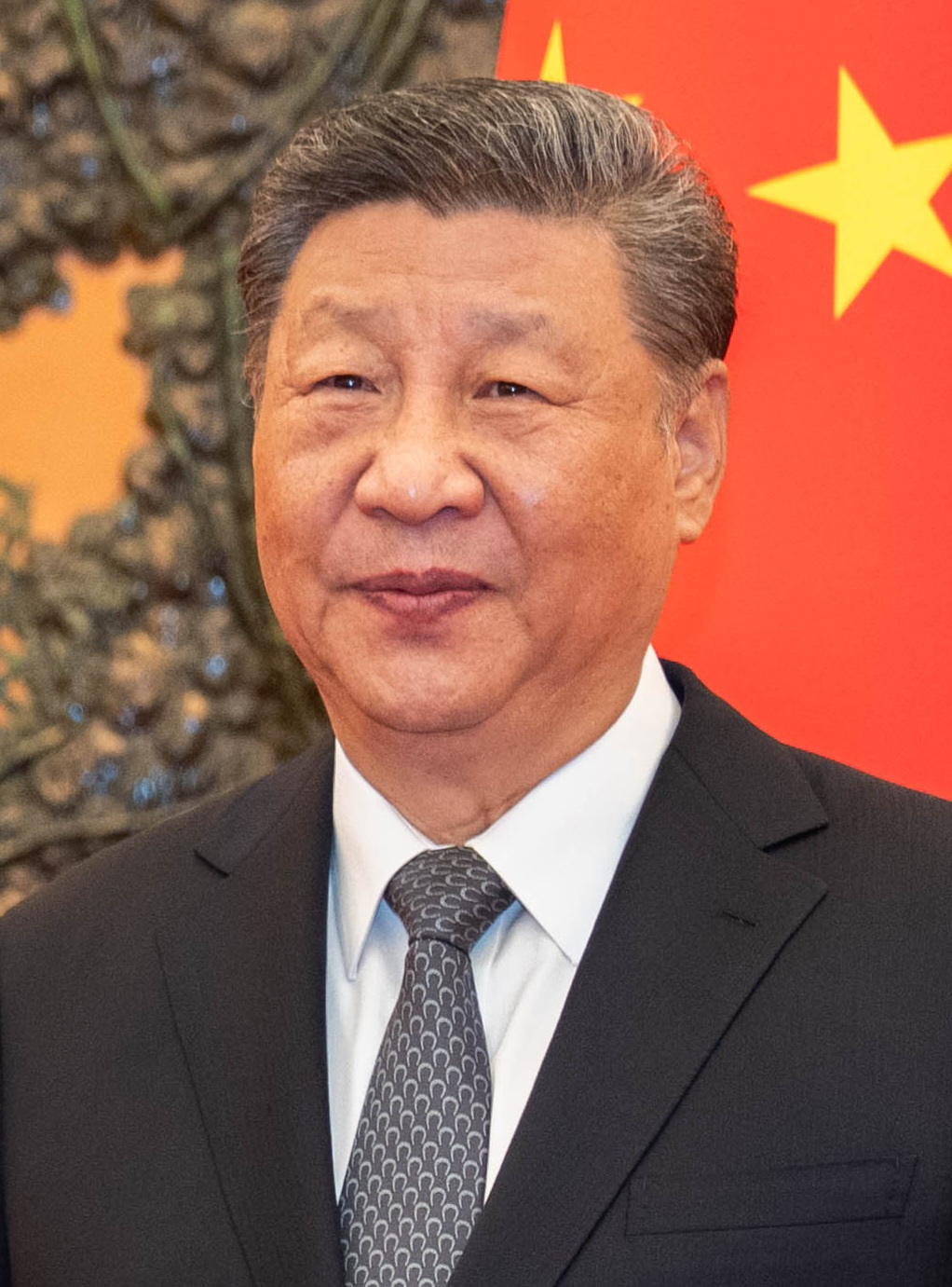
中国 習近平（総書記・国家主席）
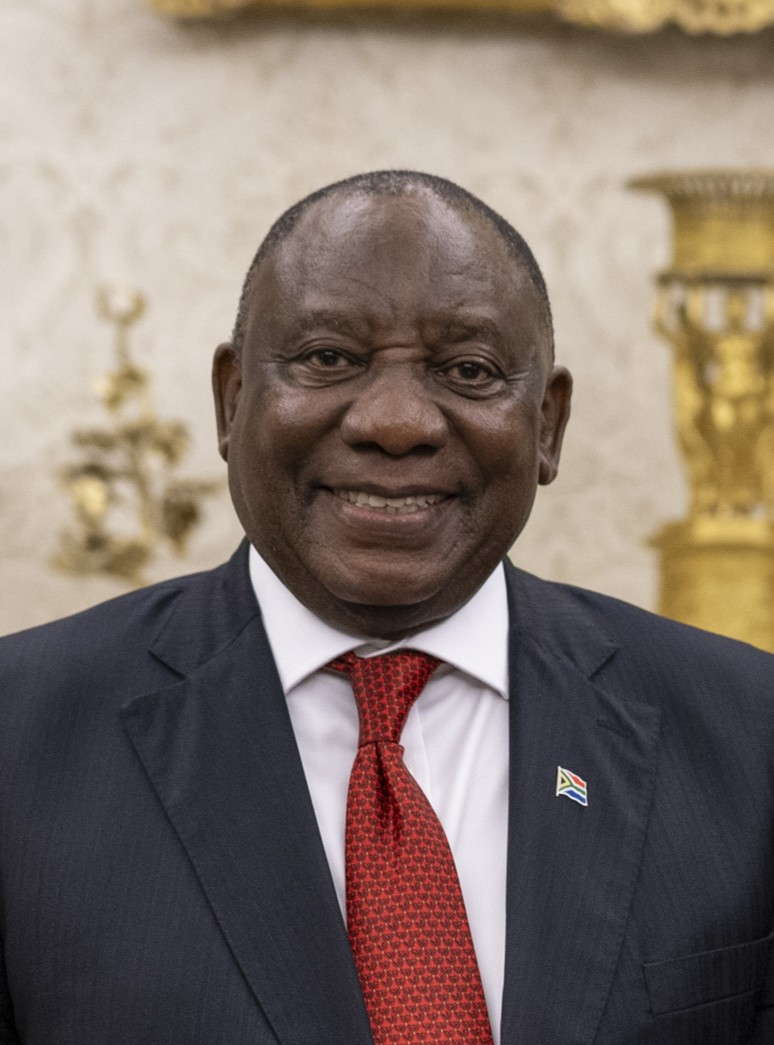
南アフリカ シリル・ラマポーザ（大統領）
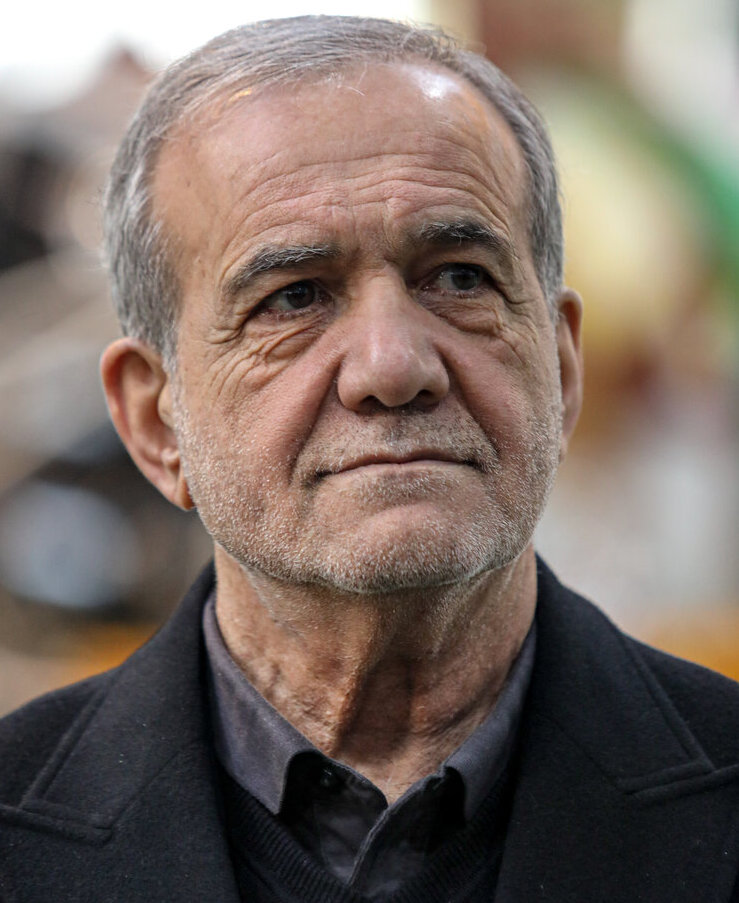
イラン マスウード・ペゼシュキヤーン（大統領）
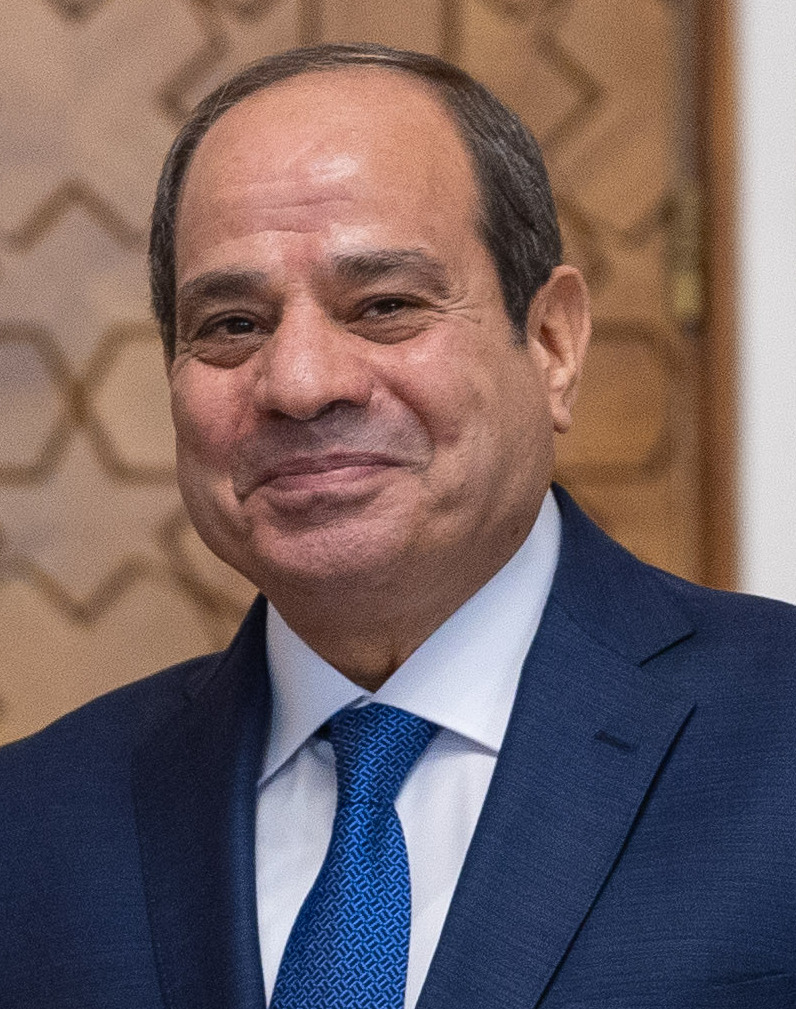
エジプト アブドルファッターフ・アッ＝シーシー（大統領）
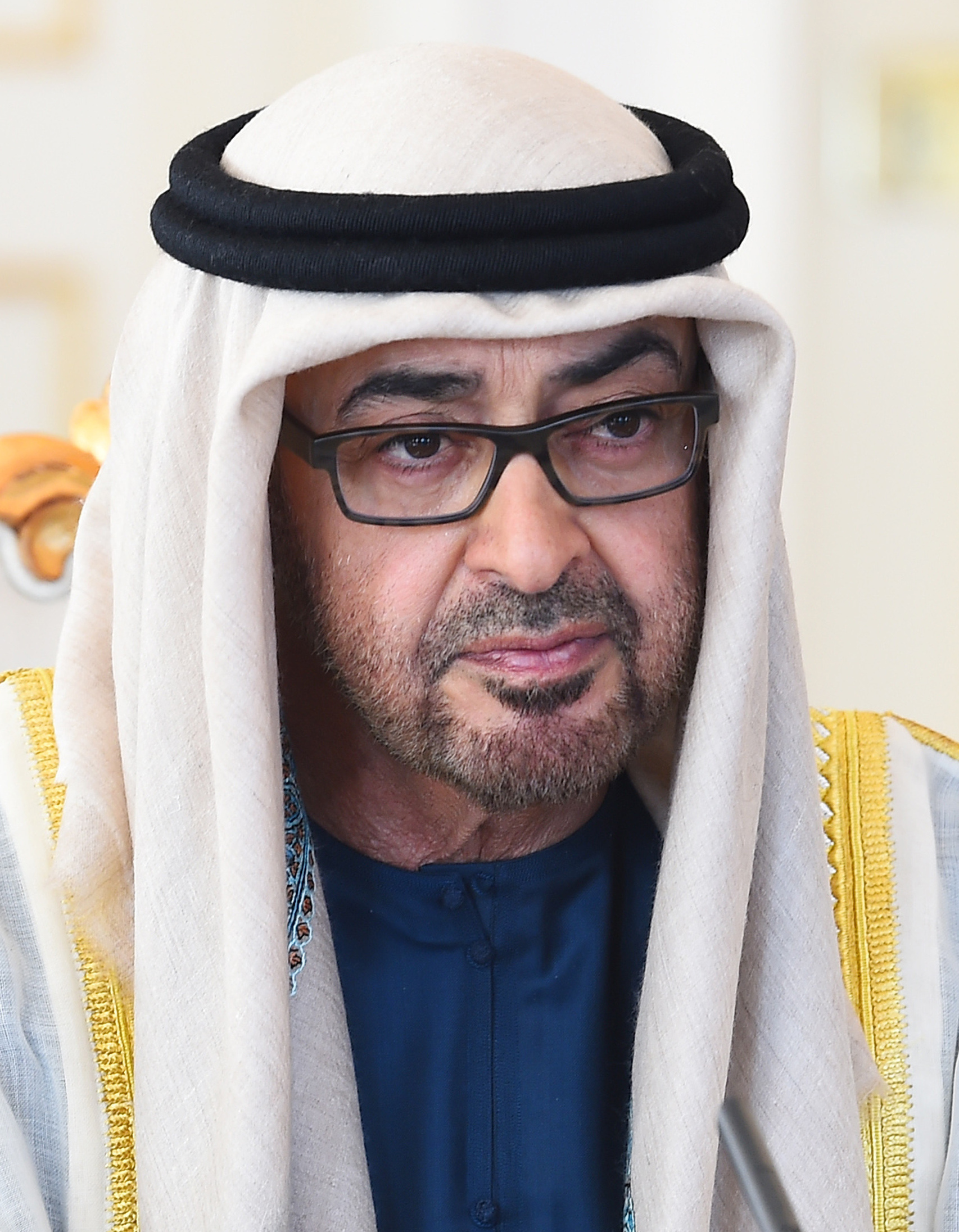
アラブ首長国連邦 ムハンマド・ビン・ザーイド・アール・ナヒヤーン（大統領）
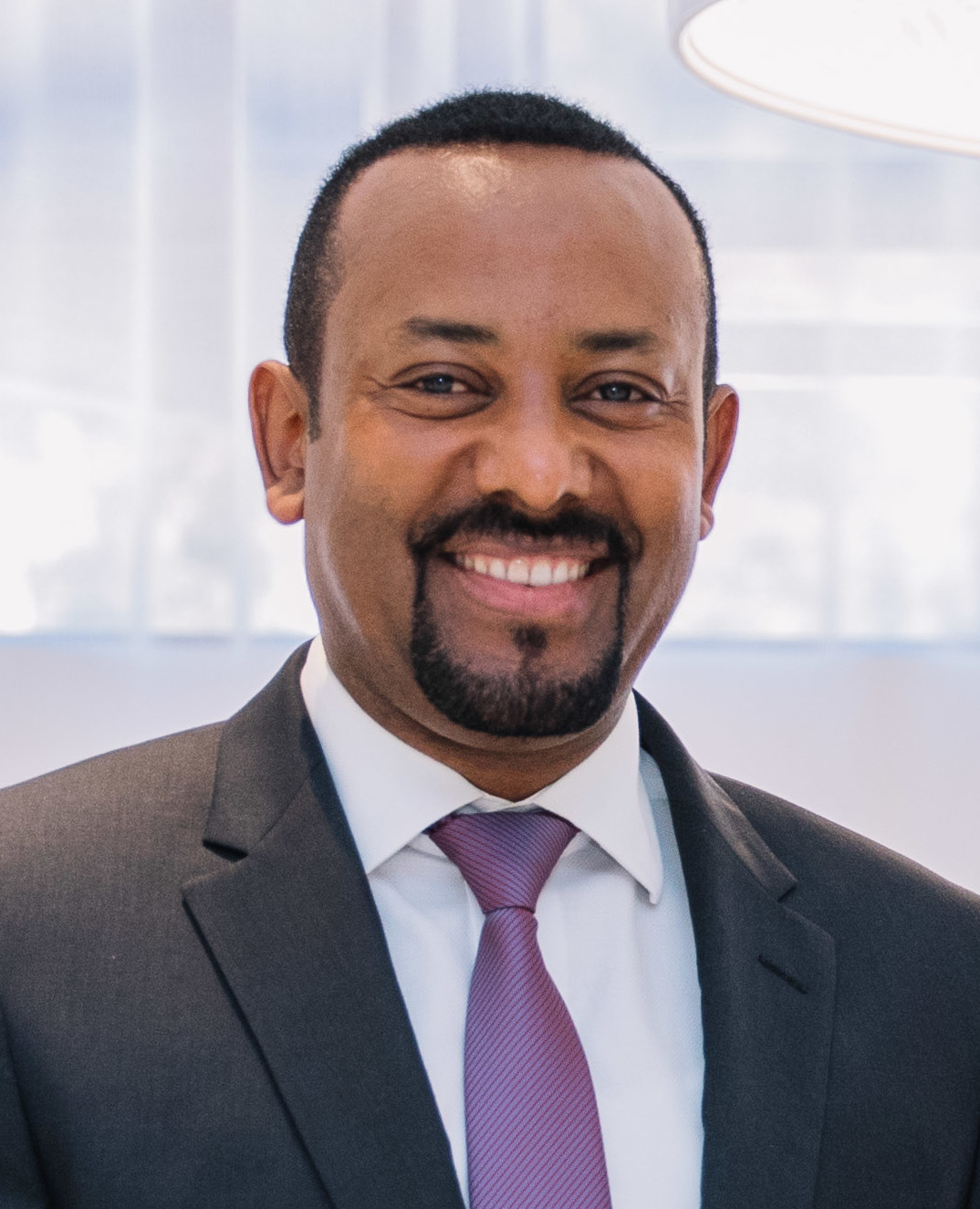
エチオピア アビィ・アハメド（首相）
インドネシア プラボウォ・スビアント（大統領）

## 金融

### 新開発銀行

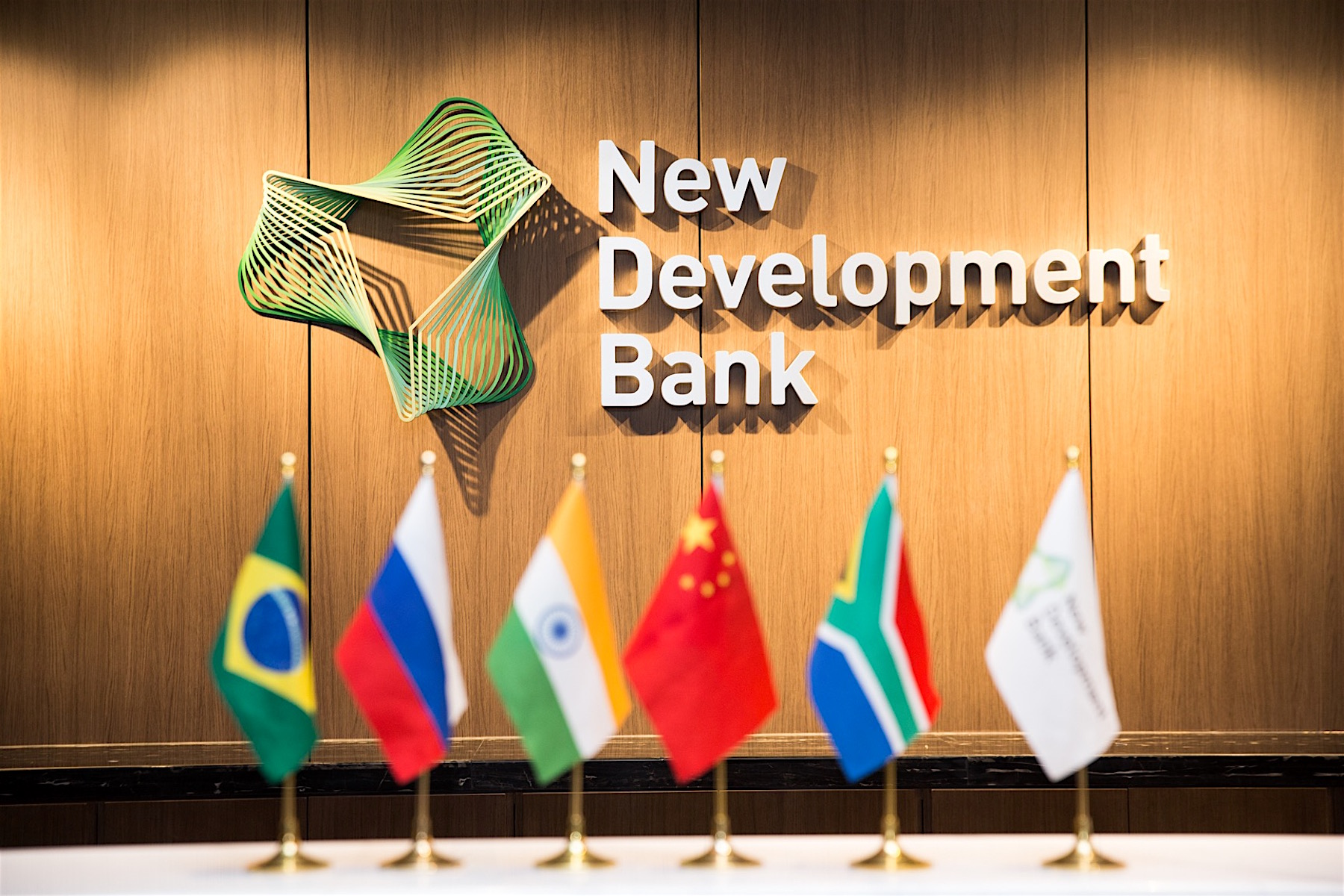
新開発銀行のロゴ

新開発銀行（BRICS開発銀行）は2015年に設立したBRICSが運営する国際開発金融機関であり、世界銀行や国際通貨基金（IMF）が主導する国際金融の枠組みである第二次世界大戦後の「ブレトン・ウッズ体制」への挑戦を意味する。中国が主導し設立したアジアインフラ投資銀行（AIIB）とは、ホットラインを開設するなど共存を図る。

### 外貨準備基金

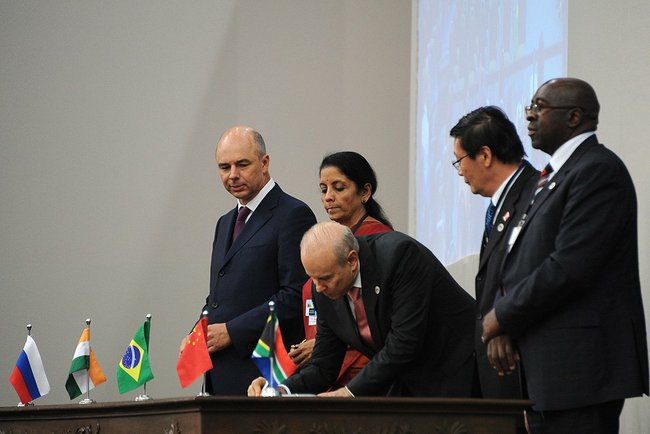
新開発銀行と外貨準備基金は、第6回BRICS首脳会議で条約に調印された。

外貨準備基金は2015年にBRICSが設立した、短期的な国際収支悪化を防ぐために支援を提供するための枠組み。この役割から一般的にBRICS版の国際通貨基金と見なされており、新開発銀行とともに南南協力の拡大の例と考えられている。第7回BRICS首脳会議で発表された、すべてのBRICS諸国による批准時に発効した。

### 国際決済制度

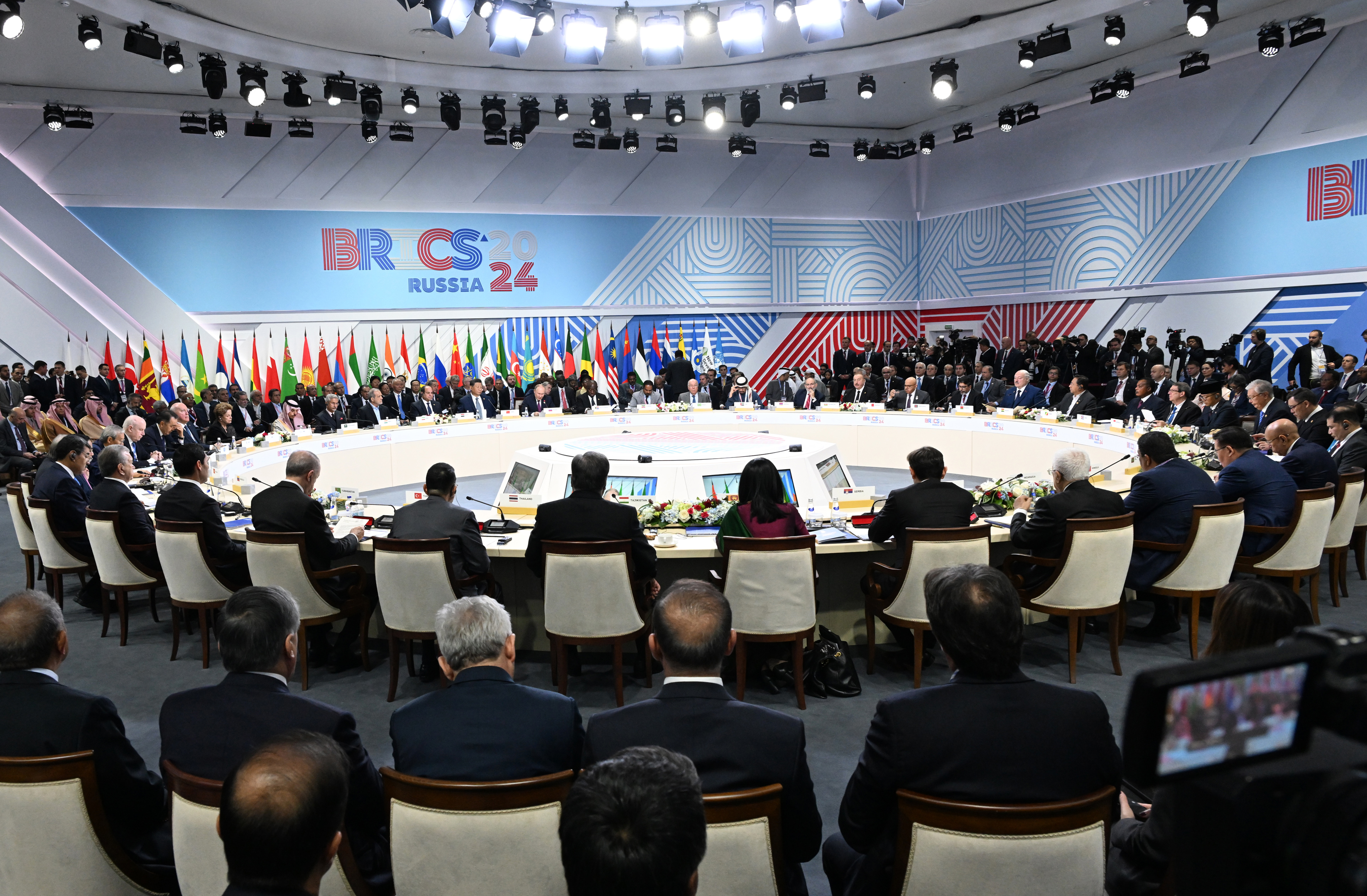
第16回BRICS首脳会議のBRICS+形式での全体会議

2022年ロシアのウクライナ侵攻によってロシアがSWIFTから排除され、ロシア中央銀行が西側各国に保有する資産3,000億ドルが凍結された。この「ドルの武器化」に危機感を持ったのが非西側で、2024年10月の第16回BRICS首脳会議では自国通貨での取引を促し脱ドル化を目指す、BRICS決済システムがサミットの議題となった。

### 共通通貨構想
BRICS共通通貨の実現可能性を検討することが2023年8月の第15回BRICS首脳会議で約束されたが、決済プラットフォームのBRICS Bridgeや、そのベースとなる決済システムのBRICS PAYの様に実現に向けた具体的な議論は進んでいない。ロシアも優先順位として、共通通貨よりも決済制度に取り組む姿勢を示している。

## BRICSの潜在能力
G7とBRICSの原加盟国5か国（中国、インド、ロシア、ブラジル、南アフリカ）の購買力平価（PPP）の対世界シェアの動きをみると、G7のシェア低下ペース、BRICSのシェア上昇ペースとも市場レートベースより早く、2021年にはシェアが逆転している。以降もその差は拡大し、国際通貨基金（IMF）では2025年にG7の割合は29.2%な一方、BRICSの割合は33.0%に達すると予測している。この様な急成長が、グローバルサウス（新興国・途上国）をG7側ではなくBRICS側に惹きつけており、世界の多極化をもたらしている。

世界のG7とBRICSのGDPのシェア

BRICSは人口大国でもある。2025年時点での人口は、インドが約14億人（世界1位）、中国も約14億人（世界2位）、ブラジルが約2億人（世界7位）、ロシアが約1億4千万人（世界9位）、南アフリカが約6千万人（世界24位）となっており、5か国合計で32億人以上、世界人口の約41%を占めている。今後もBRICSの加盟国の増加に伴って、BRICS諸国が世界人口の半数以上を占める事が見込まれている。
国土の大きさにしても、面積でいえば5か国合計で世界の約32%を占めている。また、それに伴い天然資源にも富んでいる。中国やインドは1人あたりの資源量は決して多くはないものの、5か国とも資源大国である。資源としては石炭、鉄鉱石、天然ガスが4か国に共通しており、原油やボーキサイトも殆どの国で産出されている。さらに、BRICS穀物取引所の創設にも取り組んでいる。BRICS諸国は世界の農業用地に占める割合が30%を超えており、世界の生産総量に占める比率は穀物と食肉で40%を超え、乳製品で40%近くを占め、海産物で50%を超える。
BRICS諸国は政治や経済だけでなくスポーツにおいても連帯を進めており、2016年にBRICS U-17サッカー選手権を開催したのち、2017年よりBRICS Gamesという総合スポーツ大会を毎年開催している。2012年にはアメリカのスパイ活動を回避することを目的に、BRICS間の通信を伝送する光ファイバー海底ケーブルシステムであるBRICSケーブルの建設計画が発表されたが、2015年に費用の問題により計画は廃止となった。

## 統計データ
| 国名       | 人口 (2024) (単位100万人) | GDP (名目) (10億米ドル) | HFCE (2023) (10億米ドル) | 政府支出 | 輸出     | 輸入     | 一人当りGDP (PPP) | 識字率 | 平均寿命 | HDI (2016)   |
| ---------- | ------------------------- | ----------------------- | ------------------------ | -------- | -------- | -------- | ----------------- | ------ | -------- | ------------ |
| ブラジル   | 211,14                    | 2,126.8                 | 1,311.7                  | $846.6   | $256.0   | $238.8   | $17,208           | 90.0%  | 75.9     | 0.754 (高い) |
| ロシア     | 143,82                    | 1,862.4                 | 1,110.1                  | $414.0   | $542.5   | $358.1   | $30,013           | 99.5%  | 73.2     | 0.804 (最高) |
| インド     | 1,438,07                  | 3,732.2                 | 2,516.8                  | $281.0   | $309.1   | $500.3   | $8,358            | 75.6%  | 70.8     | 0.624 (中)   |
| 中国       | 1,410,71                  | 17,700.8                | 6,720.6                  | $2,031.0 | $2,021.0 | $1,780.0 | $21,364           | 95.9%  | 77.4     | 0.738 (高い) |
| 南アフリカ | 63,21                     | 380.9                   | 211.6                    | $95.27   | $101.2   | $106.8   | $15,361           | 88.0%  | 65.3     | 0.666 (中)   |

### 共通点
BRICSの原加盟国5か国は、いずれもG20の加盟国である。政治・軍事・経済において、地域における覇権を握る地域大国でもある。ロシア・中国・インドの3か国は衛星測位システム・航空母艦・核兵器・ICBM・SLBM・SSBN・ASAT保有国であり、火星探査機を火星周回軌道への投入に成功させた。さらにロシアと中国はミサイル巡洋艦・戦略爆撃機・第5世代ジェット戦闘機の保有国でもある。また、有人宇宙飛行・火星着陸・月面でのサンプル採取を成功させた。インドを含む3か国は月面着陸に成功している。ロシアと中国は国連安保理常任理事国で、ブラジルとインドも新たに常任理事国入りする可能性がある。
経済改革も行っており、1970年代後半のブラジル・ロシア・インド・中国・南アフリカの1990年代初頭の経済政策の転換はいずれも、対外開放による海外からの投資・市場経済化を推進するものであった。現時点での貧富の格差も大きく、ブラジル・インド・南アフリカでは元来大きかった格差が解消されておらず、ロシアと中国では市場経済導入による経済の自由化に伴って格差が拡大した。これらの国々では経済の地域格差も大きい。多民族国家で多人種社会であり、共通語的役割がある言語または公用語とされる言語以外にも、多くの言語が国内で使用されている。

### 相違点
ブラジルはラテンアメリカ文化圏、ロシアは正教会文化圏、インドはヒンドゥー教文化圏、中国は儒教文化圏、南アフリカはブラックアフリカ文化圏に属する。歴史的に中国やロシアは統一国家として存在してきた。インドが1つの国家として纏まったことはイギリスの統治による部分が大きい。ブラジルはポルトガルの植民地、南アフリカはイギリスの植民地として形作られた。ブラジルはポルトガル語圏、ロシアはロシア語圏、インドはヒンディー語圏、中国は中国語圏、南アフリカは英語圏に属する。ブラジルは南アメリカ、ロシアはヨーロッパ、インドは南アジア、中国は東アジア、南アフリカはアフリカに属する。
ロシアを除く4か国は首都と最大の都市が異なる。インドはニューデリーよりムンバイ、中国は北京より上海、ブラジルはブラジリアよりサンパウロ、南アフリカはプレトリアよりヨハネスブルグの方が大きい。ブラジル・インド・南アフリカは植民地以前から資本主義を導入していた。中国とロシア（当時ソビエト連邦）は旧社会主義であり、市場経済制導入後に資本主義となった。中国以外は大統領制を導入している。冷戦時代にロシア（当時ソビエト連邦）と中国は東側陣営にあったが対立していた。ブラジルと南アフリカは南半球に属する。インドと南アフリカは非同盟運動の参加国である（中国とブラジルもオブザーバー）。

## ブラジル
ブラジルはラテンアメリカ（中南米）諸国の中で面積、人口、経済規模の全てにおいて最も大きな国である。地域大国として南アメリカ大陸に強い影響力を持ち、ブラジルのフォルタレザで第6回BRICS首脳会議が開かれた際には南米諸国連合が共同主催した。

### 政治的変遷（ブラジル）
2000年代のブラジルの経済成長の基礎は、1990年に就任したフェルナンド・コロール・デ・メロ大統領によって築かれたと言える。1970年代に急速な工業化を遂げた後、1980年代から1990年代前半は累積債務や高いインフレ率に悩まされ、その成長は鈍化していた。そのためコロール政権は、戦前の大恐慌後から続いた輸入代替政策を転換し、輸入制限の撤廃や国営企業の民営化、周辺国とメルコスールの創設の準備など、市場メカニズム導入と対外経済開放による発展に道を開いた。1992年に就任したイタマル・フランコ政権は、年に数千パーセントというハイパーインフレへの対応として、1994年に旧通貨クロゼイロ・レアルから米ドルに緩やかにペッグ（連動）させた新通貨レアルへの切り替えを行った。1995年から8年間に及ぶカルドーゾ政権は、財政責任法と財政罰則法の制定によって、プライマリーバランスを黒字化させた。財政の健全化が進むと同時にブラジルの国際的信用は高まり、途上国では中国に次ぐ直接投資の受け入れ国家となるまでになった。2002年の大統領選挙では左翼のルーラ候補が支持を集めていたことから、経済政策転換への懸念により通貨急落と株価低迷を招いた。しかし、2003年1月に就任したルーラ新大統領は前政権の政策を踏襲し、金融市場に安心感を与えた。

### 経済の現状（ブラジル）
ブラジル経済はラテンアメリカ最大の経済であり、貿易が成長の鍵を握っていると指摘される。貿易依存度については、1994年が15%未満であったのに対し2003年には約25%へと、わずか10年で急激に高まった。特に輸出の拡大が顕著であり、これはブラジル政府が輸出の拡大に加え多様化や高付加価値化などを推し進め、同時に外資系企業の参入、穀物や鉱物資源といった一次産品の価格の高騰がそれを後押しする形となった。2004年にはブラジルの貿易収支は336億9,600万ドルと、これまでで最高となる貿易黒字を計上した。ブラジルの貿易を根幹から支えるものは、南米大陸の約半分を占める広大な大地からの恵みであり、鉱物資源や農畜産物、熱帯雨林に生息する多種多様な生物資源などが挙げられる。2004年の貿易収支に関して言えば、その要因として、輸出量の減少にもかかわらず需要増加に伴う国際取引価格の急騰により金額ベースでは輸出増加という結果になった大豆や、鋼板・建材の生産活動が活発でかつ国内供給能力が不足するなど鉄鉱石の世界最大輸入国となっている中国において、その輸入額が前年比162%増と急伸したことにより過去最高水準となった鉄鉱石の伸びが大きく貢献する形となった。特に鉄鉱石は、中国が鉄鉱石の輸入の約30%をブラジルへ依存しており、世界2位の鉄鉱石輸入国である日本もその20%以上をブラジルに依存するなど、ブラジルは世界的な鉄鉱石輸出国となっている。伝統的に重工業、中でも航空機産業が盛んで、1969年に設立された国策会社のエンブラエルは小型ジェット機市場の半分近いシェアを誇るなど、欧米諸国をはじめとする世界各国へ輸出されており、その他にも自動車や金属製品が主な輸出製品となっている。これら外需の増加に追い風となるとされているのが、メルコスール圏および自由貿易協定（FTA）による自由貿易圏の拡大である。メルコスール圏の拡大により約1.3倍の輸出金額押し上げ効果のあったブラジルでは、メルコスールと他の地域協定との間で関税が撤廃されれば更なる恩恵を受けるものと予想されている。アフリカ関税同盟やインドと特恵貿易協定を締結したのを皮切りに、今後もEU・中米統合機構・カリブ共同体ともFTA実現に向けた交渉を継続しており、実現すれば今後の経済成長に大きな影響を与えるものと考えられている。

### 課題（ブラジル）
今後の経済成長に関し、とりわけ問題視されているのが財政赤字と通貨膨張（インフレ）である。債務問題については、プライマリーバランスが黒字化したとはいえ、2003年末時点の公的債務残高はGDPの約59%に達しており、中長期的な経済成長の達成を阻む要因となりかねない。2005年2月時点での債務残高は3,505億ドルに上るなど南米最大の債務国になっており、過去の債務に対する利払い負担もGDP比で7%を超えている。今後はプライマリーバランスの更なる改善が必要で、公的債務の削減と利払い負担の軽減が急務となっている。通貨膨張抑制に関する為替レート変動も懸念されている。これまでは対外債務削減策に対する信頼を背景として対ドル為替レートがレアル高傾向で推移してきたため、国際商品市況の高騰によるインフレ圧力は抑制されていた。しかし今後、連邦準備銀制度理事会が通貨膨張への懸念により政策金利を急ピッチで引き上げるような事態になればレアルが下落傾向に転じ輸入物価が急騰するといった事態が予想されており、そうなれば、金融政策による通貨膨張制御は困難を極めることになると指摘されている。高齢化も始まっており経済の失速により年金制度の不安が出ている。

## ロシア
地域大国として旧ソ連圏に強い影響力を持ち、ユーラシア経済連合によって巨大な経済圏の創出を目指しており、ロシアのウファで開かれた第7回BRICS首脳会議はユーラシア経済連合が共同主催した。2022年には同国によるウクライナ侵攻が勃発したことで、これを受けて欧米諸国によるロシアへの経済制裁が拡大した影響で、ロシア経済に大きく波及して危機が到来するとみられたが、2024年にPPPで日本を抜いて世界第4位となった。

### 政治的変遷（ロシア）
1990年代、ソビエト連邦崩壊後のロシアではハイパーインフレが襲い、鉱工業生産が落ち込むなど、経済・政治・社会などの面で大きな混乱が続いた。そうした中で、市場経済化に向けて急進的な経済改革を推し進めたのがロシア連邦の初代大統領ボリス・エリツィンである。エリツィン政権が抜本的な構造改革を断行し、市場経済に基づく民主的な新生ロシアの礎を築いたことにより、今日まで続くロシアの経済発展があったとされる。ウラジーミル・プーチンは1999年12月、エリツィンの突然の辞任を受けて首相から大統領代行に就任し、翌2000年3月の大統領選挙に勝利、ロシア連邦の2代目大統領に就任した。2005年3月の大統領選挙では得票率71%で再選を果たしたのち、2008年5月に大統領の座をドミートリー・メドヴェージェフに譲り、首相に就任した以降も国民からの人気が高く、政治的な影響力を保持した。2012年5月にはプーチンが第4代大統領に就任した。プーチンの経済政策の特徴は、エリツィン同様に市場経済重視の自由主義政策を推進する一方で、エリツィン時代に政治力を強めた新興財閥（オリガルヒ）を弾圧するといった、強権的な側面も併せ持っている。

### 経済の現状（ロシア）
ロシアは資源依存型の経済であり、2018年時点でGDPの38.9%が石油・天然ガスによるものである。2004年の輸出に占めるエネルギー資源の割合は約55%に上るなど、ロシア経済はエネルギー部門への依存度が高いモノカルチャー的性格を帯びており、その反面、旧国有企業を中心とした電機、自動車などの製造業は生産性や技術水準が低く、欧米企業と比較すると国際競争力が低い。このように、ロシアではエネルギー部門以外に景気を牽引しうる有力な産業が育っていないため、原油市況が低下に転じれば景気後退に陥るというリスクが大きい。好調な経済の恩恵を受ける大都市周辺では中産階級が着実に増加している反面、経済的に立ち遅れている内陸部や極東地域との格差が年々広がりつつある。こうした所得格差の拡大は、政治体制に対する不満の高まりなどから社会的混乱を招く可能性があり、安定的な成長を揺るがす要因となりかねない。旧くからロシアでは複雑で分かりにくい税制や裁量色が強く公正さに乏しい行政など、法令運用の不透明性が外国企業の自由な経済活動を阻害する要因として指摘されてきた。それらが他国からロシアでの事業活動を進める上での問題点として認識されれば、外国企業による対ロシア直接投資の減少にもつながりかねないという危険を孕んでいる。

## インド
2024年時点でインドは世界で5番目の経済大国であり、国際通貨基金（IMF）によると2025年には日本を抜いて4位になる見込み。さらにプライスウォーターハウスクーパース（PwC）によると、購買力平価GDPで2050年までにアメリカを抜き、中国に次ぐ世界で2番目の経済大国となり、世界経済の16%を占めると予測されている。

### 政治的変遷（インド）
1991年に誕生した国民会議派のナラシマ・ラオ政権は、1947年の建国以来続いていた混合経済体制と呼ばれるインド独自の社会主義的な経済運営の結果として現れた外貨準備高の減少や経済低迷といった現象を受けて180度の政策転換を行い、資本の自由化・各種の規制緩和・貿易と為替の自由化・公営企業の民営化・金融制度の改革等を取り入れた。また1996年以降も、政権政党の交代にもかかわらずラオ政権が推進してきた経済の自由化政策は継承されていった。2005年の4-5月に行われた総選挙では、政権交代によって経済改革路線の継続が危ぶまれたことから一時的に株価が急落したが、ラオ政権で経済改革を主導したマンモハン・シン元財務相が新しい首相に選出されたことから、新政権に対する金融市場の警戒は薄らいだ。

### 経済の現状（インド）
1991年以降、経済改革に取り組み、特に2003年以降は概ね年間7-9%の経済成長を達成し、2010年度も8.5%の高い経済成長率を達成するなど、成長著しいBRICSの一員として注目を浴びている。農業をはじめとする第一次産業は世界第2位の規模を誇り、植物育種や灌漑設備の整備、農薬の普及といった「緑の革命」を実施し、独立後60年あまりで人口が12億人にまで増えたにもかかわらず、自給自足達成国となった。インドは世界で最も成功した米生産国の一つであり、2006年には450万トンを輸出する主要な米輸出国でもある。インドの農地面積は1億7990万ヘクタールあり、農業は労働人口の52%が従事し、GDPの16%を占めるインド経済の中心である。また農業部門がGDP成長率に及ぼす影響では、一部の例外を除き農業部門が不振であった年は成長率が4%台に押し下げられている。こうした背景には、インド国内の灌漑施設がまだ不十分であり、農作物の生産高がモンスーンによる降水量に大きく依存していることなどが挙げられる。インドは世界第14位の工業生産国であり、2007年において工業でGDPの27.6%、労働力の17%を占める。経済改革は外国との競争をもたらし、公的部門を民営化しこれまでの公的部門に代わる産業を拡大させ、消費財の生産の急速な拡大を引きおこした。経済改革後、これまで寡占状態で家族経営が常態化し、政府との結びつきが続いていたインドの民間部門は外国との競争、とりわけ中国製の安価な輸入品との競争に曝されることとなった。コストの削減・経営体制の刷新・新製品の開発・低コストの労働力と技術に依拠することにより、民間部門は変化を乗りきろうとしている。
近年の高成長は主に情報通信技術部門の成長がもたらしている。インドは先進国企業の情報技術導入が進むなかで、コンピューターソフトウェアの開発及び販売・欧米企業の情報技術関連業務のアウトソーシングの受注を拡大させている。ITソフトウェア産業は1990年代を通じて年率50%近い成長を遂げ、IT不況を迎えた21世紀に入っても 20%台の順調な成長を続けており、2003年時点では国内GDPの2.6%を占めるまでに至っている。工科系の大学を中心として毎年30万人を超える情報技術者を輩出していることや、労働コストが低廉であること、「0」の発見に象徴されるように伝統的に理数的思考を得意とする民族であること、準公用語に英語が含まれていることなどがそれらの要因となっている。さらに、インド工科大学やインド科学大学大学院といった優れた教育機関を卒業後、待遇面の良さなどを背景にアメリカのシリコンバレーなどに移住するインド人技術者は増加傾向にあり、その結果ソフトウェアの輸出と在外居住者からの本国向け送金は、インドの国際収支を支える重要な外貨獲得源となっている。事実、2001年以降はこれにより経常収支は黒字で推移した。IT産業以外の分野でも、自動車部品・電機・輸送機器といった分野が伸びており、加えて産業規模は小さいもののバイオテクノロジー・医薬品といった産業の発展にインド政府は力を注いでいる。インド経済の成長を支える原動力として労働力も挙げられる。一国の経済成長を左右する大きな要素の一つである労働力人口に関して言えば、インドの労働力人口は2050年にかけて毎年約1%ずつ増加していくと見込まれており、その豊富な労働力が成長の礎となることが予想されている。それらの人口は将来的に実質的な購買力を備えた消費者層（=中間層）となり、有望な消費市場をもたらすものと考えられている。

### 課題（インド）
インドは対GDP比で10%近くに達しているにもかかわらず縮小する兆しが見られない財政赤字など、取り組むべき課題が多数指摘されている。まず、成長の基盤となるインフラ水準が著しく低い点もが挙げられる。電力の供給能力が経済成長に追いついておらず日常的に停電が発生する事や、インドの経済成長の主軸とされるIT産業にとって不可欠な通信設備の普及が立ち遅れている事などがその例である。農業をはじめとする第一次産業は、2020年代の現在もインド経済の中心を担っている。農業部門の就業人口は全体の約50%を占めているという事実に象徴される。インド農業は他の産業よりも収入が低いことや成長率が低いことはインド国内の灌漑施設の整備が進んでおらず、農作物の生産高がモンスーンによる降水量に大きく依存していること、小規模農家中心などが挙げられる。直接投資の少なさに起因する工業化の遅れが課題とされる。1947年の建国以来、民間企業の活動や外国企業による投資などを規制し、公的部門を温存する政策を維持してきた結果、工業化の進展が中国などと比べても大幅に遅れている。よって製造業によるGDPの押し上げ効果が進展しておらず、対内直接投資額も少ない。インドは建国以来敷いてきた各種産業への外資規制が原因となり、外資導入の点でもかなり遅れている。インドの衛生管理は極めて劣悪な状態にある。インドでは上水道と下水道が併走していることが多く、そのどちらもが破損しており、下水が水道水に混入し、感染症にかかる事例がしばしば報告され、感染症の宝庫などとされている。日本の外務省もインド渡航者に対して、厳重な衛生面での注意と渡航前のさまざまな予防接種を推奨している。2000年以降ではニューデリーなどの都市部に加え地方における大気汚染も激しさを増している。2013年以降の調査ではインドの大気汚染レベルは世界最悪となっている他、教育も大きな課題である。中等教育への進学率が半分以下で識字率が7割程度にとどまるなど、他のBRICS諸国と比較しても際立って低い水準にある。教育が人材開発にとって最も重要な手段であり、学校教育がその後の応用的なあらゆる教育の基礎となる点を考慮し、教育水準の低さが今後の経済成長にとって足枷になると警笛を鳴らす学者も少なくない。

## 中国
2010年に日本を抜いた世界で2番目の経済大国であり、2028年には世界最大のアメリカを抜き、2050年には世界の購買力平価GDPの20%を占めると予想されている。国際通貨基金・世界銀行・CIAワールド・ファクトブックによれば、2014年に購買力平価で世界最大の経済大国となった。

### 政治的変遷（中国）
1978年に始まった中国の改革開放政策は、1989年の天安門事件によって頓挫したかのように考えられた。そうした状況が一変したのは1992年1-2月に当時の最高実力者であった鄧小平が、深圳や上海などを視察した際の南巡講話からである。南巡講話によって沈滞ムードは消え去り、改革開放路線は再び勢いを得ることとなった。天安門事件直後、鄧小平が中国共産党総書記に抜擢した江沢民は党内基盤が弱く、当初は短命政権と見られていた。しかし、江沢民は徐々に権力基盤を拡大し、2002年まで13年間に亘る長期安定政権を築いた。この間中国は、香港の返還や北京オリンピック・上海万博の招致、WTOへの加盟など数々の実績を挙げ、結果として経済の高度成長に結びついた。江沢民から2002年に中国共産党総書記の地位を継承した胡錦涛政権は、前政権の政策を踏襲し着実な政策運営を行っている。結果として2003年の実質GDPは1978年に対して約9.4倍にまで拡大しており、今後も日本が1964年の東京オリンピックと1970年の大阪万博を経て経済大国入りしたのと同様に、2008年の北京五輪と2010年の上海万博による経済効果が期待された。

### 経済の現状（中国）
中国は世界第1位の工業生産国である。貿易の急速な伸びと外国からの直接投資の増加によって支えられている。2002年の貿易総額は6,208億ドルで前年に比べ約22%伸び、貿易黒字は304億ドルを計上、外国からの投資合計額も550億ドルに上っている。そのうち華人地域からの投資が半分を超え、中国経済を支えている。対世界の発展途上国向け直接投資の3割、日本を除いた対アジア向け直接投資の5割を占めている。2003年には契約金額ベースで535億ドルと、初めてアメリカを抜き、ルクセンブルクに次ぐ投資受け入れ国となった。結果として中国の外貨準備高は、1992年の194億ドルから2004年末には6,099億ドルまで膨れ上がっており、日本を超え世界最大の外貨保有国となっている。2002年以降、中国経済は新たな高度経済成長期に入り、居住や交通条件の改善といった消費構造が高度化し、住宅・通信・自動車などの成長産業が新たな高度経済成長を引っ張る主導産業となった。この高度成長は産業構造の高度化や体制刷新、2001年のWTO加盟を含め一層の広がりを見せる対外開放などを背景に比較的長期間続くものと見られている。国家統計局は経済構造調整の結果として珠江デルタ、長江デルタ、環渤海地区、東北の旧工業地帯が多極的に発展する枠組が形成されつつあり、中国経済の発展に大きな余地がもたらされ、さらに農業の産業化、伝統工業の改造、ハイテクノロジー産業とサービス産業の発展が中国経済に新たな活力を注入すると同時に経済成長に対して新たな原動力を提供しており、2020年までの約7%の経済成長を続けている。

### 課題（中国）
中国では貧富の格差が拡大している。この格差は都市住民と農村住民の所得格差、地域の所得格差、業種の所得格差など様々な面における格差拡大によって引き起こされたものである。都市と農村での所得格差は、1978年 - 1985年には農村改革が重点であったことから、平均所得の比率は2.57:1から1.85:1に縮小した。しかし、改革の重点が都市に移るとこの比率は年々拡大を始め1994年には2.86:1にまで広がった。1995年から1998年までは一旦減少するものの、それ以降は再び拡大を始め、2001年には改革開放以来最高となる2.92:1となり、ジニ係数も一般的に警戒ラインとされる0.4を超えた。また、地域間においても格差は顕著に広がっている。東部と中部、東部と西部でのGNPの差は1990年時点ではそれぞれ898元と1,079元であったのに対し、1995年には3,539元と4,203元に、2000年には5,352元と6,674元にまで拡大した。西部地域のGDPは東部地域のGDPのわずか40%の水準となっており、とりわけ貴州省と上海市との差は12倍を超えている。今後は西部大開発や東北新興などの対策に格差改善の期待が寄せられている。業種の所得格差も拡大した。不動産・金融・保険といった最高所得の部類と、飲食サービス業・製造業・採掘業などの最低所得部類とを比較すると、その所得の比は1990年の1.72:1から1999年の2.63:1に拡大した。電力において近年は毎年15%近く使用量が伸び続けており、電力不足が深刻化しつつある。エネルギー多消費産業の素材業種で投資・生産活動が拡大したこと、経済発展に伴う家電製品普及率の上昇によるもので、今後もこの増加傾向は変わらないものと見られている。2020年時点で高齢者は2.6億人であり、高齢者の医療・介護が深刻な問題として浮上している。急激な経済成長がもたらす光化学スモッグやCO2の増大など、温暖化に伴う砂漠化の広がり、周辺国やアメリカ西海岸まで飛来する黄砂や大気汚染などの緊急な課題が山積している。

## 南アフリカ
アフリカ経済の牽引国であり、G20の加盟国でもある。2025年にはG20サミットである第20回20か国・地域首脳会合を、アフリカ諸国として初めて開催する。地域大国としてアフリカ大陸に強い影響力を持ち、2013年に南アフリカのダーバンで第5回BRICS首脳会議が開かれた際には、アフリカ連合が招待された。

### 政治的変遷（南アフリカ）
1994年にアパルトヘイト（人種隔離政策）が撤廃され、それまで土地を持つことができなかった黒人が経済発展により住宅を購入するようになった。しかし地域・階層による貧富の格差は未だ著しく、エイズの流行に歯止めがかからない状況である。隣接国からの経済難民の流入により治安も著しく悪い。2010年にはジェイコブ・ズマ大統領が、当時4か国体制だったBRICSに加盟する決断を下した。

### 経済の現状（南アフリカ）
IMFの推計による2022年の南アフリカのGDPは4,115億ドルであり、アフリカではエジプトと並びナイジェリアに次ぐ経済規模である。また、アフリカで最も工業化が進んでいる国として新興工業国と見なされている。さらに金や白金等の貴金属・レアメタルが産出され、白金は世界シェア75%を誇る。2010年にはFIFAワールドカップ開催のため国内のインフラが急速に整備され、経済効果は5,100億円にも及んだ。

## 2050年のGDP予測

### ゴールドマン・サックス
|          | 2000年  | 2010年  | 2020年  | 2030年  | 2040年  | 2050年  |
| -------- | ------- | ------- | ------- | ------- | ------- | ------- |
| 中国     | 127,522 | 136,488 | 142,947 | 145,052 | 143,893 | 139,518 |
| インド   | 101,694 | 117,381 | 131,221 | 141,658 | 148,572 | 153,144 |
| ブラジル | 17,180  | 19,288  | 20,979  | 22,208  | 23,014  | 23,314  |
| ロシア   | 14,561  | 13,750  | 12,902  | 11,971  | 11,043  | 10,146  |

アメリカの投資銀行であるゴールドマン・サックス（以下GS）では、2050年における世界各国のGDPを次のように予測している。この資料は作成時期の関係で南アフリカを含まない4か国について行われている。
2003年発表
BRICsは人口の増加、資本の増加、労働生産性の増加などを起因として経済成長を成し遂げ、2004年にはいずれも5-9%台の成長を果たすなど、近年では世界平均を上回る高水準の成長を記録している。今後はさらに資本蓄積・技術革新による生産性上昇なども見込まれており、IMFの予測によると2005 - 2006年にかけても、中国の8%台を筆頭に、軒並み高い成長を維持する見込みとされている。結果として2006年5月の時点で世界のGDPの約8%を占めるに過ぎないその経済規模は、2039年に経済大国G6（米国、日本、ドイツ、英国、フランス、イタリア）にスペインを加えた合計を上回り、2050年時点でのGDPは下表のように順位が入れ替わると予想した。これにより米国一極支配が崩れるとされている。
| 順位 | 2004年実績値 | 2004年実績値 | 2012年実績値 | 2012年実績値 | 2050年予測値 | 2050年予測値 |
| ---- | ------------ | ------------ | ------------ | ------------ | ------------ | ------------ |
| 1    | アメリカ     | 11,733       | アメリカ     | 15,653       | 中国         | 44,453       |
| 2    | 日本         | 4,668        | 中国         | 8,250        | アメリカ     | 35,165       |
| 3    | ドイツ       | 2,707        | 日本         | 5,984        | インド       | 27,803       |
| 4    | イギリス     | 2,126        | ドイツ       | 3,367        | 日本         | 6,673        |
| 5    | フランス     | 2,018        | フランス     | 2,580        | ブラジル     | 6,074        |
| 6    | 中国         | 1,932        | イギリス     | 2,434        | ロシア       | 5,870        |
| 7    | イタリア     | 1,681        | ブラジル     | 2,425        | イギリス     | 3,782        |
| 8    | スペイン     | 1,180        | イタリア     | 1,980        | ドイツ       | 3,603        |

2007年発表
2007年3月28日のレポートでは、BRICs諸国が軒並み高成長を続けていることを根拠に、2003年の予測は「控えめ過ぎたくらいだ」として、2050年のGDPは下表の順位になるとしている。同社の数値や順位は調査年ごとに入れ替わることがある。2007年4月17日のレポートでは、2050年の中国のGDPがアメリカの2倍以上の80兆ドル近くになると予測している。
| 順位         | 1    | 2        | 3      | 4        | 5        | 6      | 7            | 8    | 9        | 10     | 11           | 12       | 13   | 14     | 15       |
| ------------ | ---- | -------- | ------ | -------- | -------- | ------ | ------------ | ---- | -------- | ------ | ------------ | -------- | ---- | ------ | -------- |
| 国名         | 中国 | アメリカ | インド | ブラジル | メキシコ | ロシア | インドネシア | 日本 | イギリス | ドイツ | ナイジェリア | フランス | 韓国 | トルコ | ベトナム |
| GDP (兆ドル) | 70.7 | 38.5     | 37.6   | 11.3     | 9.34     | 8.58   | 7.01         | 6.67 | 5.13     | 5.02   | 4.64         | 4.59     | 4.08 | 3.94   | 3.60     |

予測への異論
GS社の1人の若い女性社員が作成した、50年も先を予測した報告書に疑問点がないわけではない。同社の2005年12月1日のレポートでは、韓国の2025年のGDPは、世界8-9位になるとしたものの予想は外れ、2007年の同社のレポートでは12位に下方修正している。ドイツの2050年のGDPも欧州最大の8位になるとしていたが、2007年版では英国などと順位を入れ替え10位に下方修正した。日本についても8兆ドル強との予測を覆し、6.7兆ドル弱に変えている。また、開発金融研究所のレポートでは、GS社の予測は楽観的過ぎるとして、その理由に為替レートの引き上げ問題などを挙げている。GS社は中国の為替レートは2032年までに2.63倍、インドは2.19倍に切り上がることを前提にしている。しかし、例えばインド経済が約20年で2倍以上の為替レートの上昇に耐えられるのか疑問視している。ちなみに、2003年の為替レートをベースに日本の成長率が1%以上（1%未満の成長率をすべて1%に直して計算）であるとして推計すると、インドが日本に追いつくのが2048年頃で、2050年日本のGDPは7.5兆ドルで、インドの7.3兆ドルを依然として上回っているとする見方もある。

### PwC
2008年発表
世界最大の会計・コンサルティング会社であるPwCが2008年3月4日に発表した予測では、2025年前後に中国が米国を抜き、世界最大の経済規模になる可能性が高く、その後も成長を続け2050年までには米国より30%大きくなり、インドは2050年までに米国の90%の規模に成長するとしている。また、ブラジルは2050年までに日本を抜き世界4位に躍り出て、ロシア、メキシコ、インドネシアもドイツや英国を抜く力を潜在的に持っていると予測している。
1位: 中国 2位: アメリカ 3位: インド 4位: ブラジル 5位: 日本
2017年発表
2017年2月7日に発表した予測では、世界の経済力は先進国から新興国へとシフトする長期的な動きは2050年まで続くとしている。日本については購買力平価ベースのGDPで、2030年時点で中国、米国、インドに次ぐ世界4位となっているが、2050年には8位まで順位を下げると予測している。
1位: 中国 2位: インド 3位: アメリカ 4位: インドネシア 5位: ブラジル 6位: ロシア 7位: メキシコ 8位: 日本

### 2050年までのGDP推移
| 国内総生産 (為替レート) [2006-2050] (百万ドル) | 国内総生産 (為替レート) [2006-2050] (百万ドル) | 国内総生産 (為替レート) [2006-2050] (百万ドル) | 国内総生産 (為替レート) [2006-2050] (百万ドル) | 国内総生産 (為替レート) [2006-2050] (百万ドル) | 国内総生産 (為替レート) [2006-2050] (百万ドル) | 国内総生産 (為替レート) [2006-2050] (百万ドル) | 国内総生産 (為替レート) [2006-2050] (百万ドル) | 国内総生産 (為替レート) [2006-2050] (百万ドル) | 国内総生産 (為替レート) [2006-2050] (百万ドル) | 国内総生産 (為替レート) [2006-2050] (百万ドル) | 国内総生産 (為替レート) [2006-2050] (百万ドル) |
| 順位                                           | 国名                                           | 2006                                           | 2010                                           | 2015                                           | 2020                                           | 2025                                           | 2030                                           | 2035                                           | 2040                                           | 2045                                           | 2050                                           |
| ---------------------------------------------- | ---------------------------------------------- | ---------------------------------------------- | ---------------------------------------------- | ---------------------------------------------- | ---------------------------------------------- | ---------------------------------------------- | ---------------------------------------------- | ---------------------------------------------- | ---------------------------------------------- | ---------------------------------------------- | ---------------------------------------------- |
| 1                                              | アメリカ                                       | 13,245,000                                     | 14,535,000                                     | 16,194,000                                     | 17,978,000                                     | 20,087,000                                     | 22,817,000                                     | 26,097,000                                     | 29,823,000                                     | 33,904,000                                     | 38,514,000                                     |
| 2                                              | 日本                                           | 4,336,000                                      | 4,604,000                                      | 4,861,000                                      | 5,224,000                                      | 5,570,000                                      | 5,814,000                                      | 5,886,000                                      | 6,042,000                                      | 6,300,000                                      | 6,677,000                                      |
| 3                                              | ドイツ                                         | 2,851,000                                      | 3,083,000                                      | 3,326,000                                      | 3,519,000                                      | 3,631,000                                      | 3,761,000                                      | 4,048,000                                      | 4,388,000                                      | 4,714,000                                      | 5,024,000                                      |
| 4                                              | 中国                                           | 2,682,000                                      | 4,667,000                                      | 8,133,000                                      | 12,630,000                                     | 18,437,000                                     | 25,610,000                                     | 34,348,000                                     | 45,022,000                                     | 57,310,000                                     | 70,710,000                                     |
| 5                                              | イギリス                                       | 2,310,000                                      | 2,546,000                                      | 2,835,000                                      | 3,101,000                                      | 3,333,000                                      | 3,595,000                                      | 3,937,000                                      | 4,344,000                                      | 4,744,000                                      | 5,133,000                                      |
| 6                                              | フランス                                       | 2,194,000                                      | 2,366,000                                      | 2,577,000                                      | 2,815,000                                      | 3,055,000                                      | 3,306,000                                      | 3,567,000                                      | 3,892,000                                      | 4,227,000                                      | 4,592,000                                      |
| 7                                              | イタリア                                       | 1,809,000                                      | 1,914,000                                      | 2,072,000                                      | 2,224,000                                      | 2,326,000                                      | 2,391,000                                      | 2,444,000                                      | 2,559,000                                      | 2,737,000                                      | 2,950,000                                      |
| 8                                              | カナダ                                         | 1,260,000                                      | 1,389,000                                      | 1,549,000                                      | 1,700,000                                      | 1,856,000                                      | 2,061,000                                      | 2,302,000                                      | 2,569,000                                      | 2,849,000                                      | 3,149,000                                      |
| 9                                              | ブラジル                                       | 1,184,000                                      | 1,698,000                                      | 2,220,000                                      | 3,067,000                                      | 4,009,000                                      | 5,557,000                                      | 7,263,000                                      | 10,106,000                                     | 13,208,000                                     | 17,262,000                                     |
| 10                                             | ロシア                                         | 982,000                                        | 1,371,000                                      | 1,900,000                                      | 2,554,000                                      | 3,341,000                                      | 4,265,000                                      | 5,265,000                                      | 6,320,000                                      | 7,420,000                                      | 8,580,000                                      |
| 11                                             | インド                                         | 909,000                                        | 1,256,000                                      | 1,900,000                                      | 2,848,000                                      | 4,316,000                                      | 6,683,000                                      | 10,514,000                                     | 16,510,000                                     | 25,278,000                                     | 37,668,000                                     |
| 12                                             | 韓国                                           | 887,000                                        | 1,071,000                                      | 1,305,000                                      | 1,508,000                                      | 1,861,000                                      | 2,241,000                                      | 2,644,000                                      | 3,089,000                                      | 3,562,000                                      | 4,083,000                                      |
| 13                                             | メキシコ                                       | 851,000                                        | 1,009,000                                      | 1,327,000                                      | 1,742,000                                      | 2,303,000                                      | 3,068,000                                      | 4,102,000                                      | 5,471,000                                      | 7,204,000                                      | 9,340,000                                      |
| 14                                             | トルコ                                         | 390,000                                        | 440,000                                        | 572,000                                        | 740,000                                        | 965,000                                        | 1,279,000                                      | 1,716,000                                      | 2,300,000                                      | 3,033,000                                      | 3,943,000                                      |
| 15                                             | インドネシア                                   | 350,000                                        | 419,000                                        | 562,000                                        | 752,000                                        | 1,033,000                                      | 1,479,000                                      | 2,192,000                                      | 3,286,000                                      | 4,846,000                                      | 7,010,000                                      |
| 16                                             | イラン                                         | 245,000                                        | 312,000                                        | 415,000                                        | 544,000                                        | 716,000                                        | 953,000                                        | 1,273,000                                      | 1,673,000                                      | 2,133,000                                      | 2,663,000                                      |
| 17                                             | パキスタン                                     | 129,000                                        | 161,000                                        | 206,000                                        | 268,000                                        | 359,000                                        | 497,000                                        | 709,000                                        | 1,026,000                                      | 1,472,000                                      | 2,085,000                                      |
| 18                                             | ナイジェリア                                   | 121,000                                        | 158,000                                        | 218,000                                        | 306,000                                        | 445,000                                        | 680,000                                        | 1,083,000                                      | 1,765,000                                      | 2,870,000                                      | 4,640,000                                      |
| 19                                             | フィリピン                                     | 117,000                                        | 162,000                                        | 215,000                                        | 289,000                                        | 400,000                                        | 582,000                                        | 882,000                                        | 1,353,000                                      | 2,040,000                                      | 3,010,000                                      |
| 20                                             | エジプト                                       | 101,000                                        | 129,000                                        | 171,000                                        | 229,000                                        | 318,000                                        | 467,000                                        | 718,000                                        | 1,124,000                                      | 1,728,000                                      | 2,602,000                                      |
| 21                                             | バングラデシュ                                 | 63,000                                         | 81,000                                         | 110,000                                        | 150,000                                        | 210,000                                        | 304,000                                        | 451,000                                        | 676,000                                        | 1,001,000                                      | 1,466,000                                      |
| 22                                             | ベトナム                                       | 55,000                                         | 88,000                                         | 157,000                                        | 273,000                                        | 458,000                                        | 745,000                                        | 1,169,000                                      | 1,768,000                                      | 2,569,000                                      | 3,607,000                                      |

| 1人当国内総生産 (為替レート) [2006-2050] (ドル ) | 1人当国内総生産 (為替レート) [2006-2050] (ドル ) | 1人当国内総生産 (為替レート) [2006-2050] (ドル ) | 1人当国内総生産 (為替レート) [2006-2050] (ドル ) | 1人当国内総生産 (為替レート) [2006-2050] (ドル ) | 1人当国内総生産 (為替レート) [2006-2050] (ドル ) | 1人当国内総生産 (為替レート) [2006-2050] (ドル ) | 1人当国内総生産 (為替レート) [2006-2050] (ドル ) | 1人当国内総生産 (為替レート) [2006-2050] (ドル ) | 1人当国内総生産 (為替レート) [2006-2050] (ドル ) | 1人当国内総生産 (為替レート) [2006-2050] (ドル ) | 1人当国内総生産 (為替レート) [2006-2050] (ドル ) |
| 順位                                             | 国名                                             | 2006                                             | 2010                                             | 2015                                             | 2020                                             | 2025                                             | 2030                                             | 2035                                             | 2040                                             | 2045                                             | 2050                                             |
| ------------------------------------------------ | ------------------------------------------------ | ------------------------------------------------ | ------------------------------------------------ | ------------------------------------------------ | ------------------------------------------------ | ------------------------------------------------ | ------------------------------------------------ | ------------------------------------------------ | ------------------------------------------------ | ------------------------------------------------ | ------------------------------------------------ |
| 1                                                | アメリカ                                         | 44,379                                           | 47,014                                           | 50,200                                           | 53,502                                           | 57,446                                           | 62,717                                           | 69,019                                           | 76,044                                           | 83,489                                           | 91,683                                           |
| 2                                                | イギリス                                         | 38,108                                           | 41,543                                           | 45,591                                           | 49,173                                           | 52,220                                           | 55,904                                           | 61,049                                           | 67,391                                           | 73,807                                           | 80,234                                           |
| 3                                                | カナダ                                           | 38,071                                           | 40,541                                           | 43,449                                           | 45,961                                           | 48,621                                           | 52,663                                           | 57,728                                           | 63,464                                           | 69,531                                           | 76,002                                           |
| 4                                                | フランス                                         | 36,045                                           | 38,380                                           | 41,332                                           | 44,811                                           | 48,429                                           | 52,327                                           | 56,562                                           | 62,136                                           | 68,252                                           | 75,253                                           |
| 5                                                | ドイツ                                           | 34,588                                           | 37,474                                           | 40,589                                           | 43,223                                           | 45,033                                           | 47,263                                           | 51,710                                           | 57,118                                           | 62,658                                           | 68,253                                           |
| 6                                                | 日本                                             | 34,021                                           | 36,194                                           | 38,650                                           | 42,385                                           | 46,419                                           | 49,975                                           | 52,345                                           | 55,756                                           | 60,492                                           | 66,846                                           |
| 7                                                | イタリア                                         | 31,123                                           | 32,948                                           | 35,908                                           | 38,990                                           | 41,358                                           | 43,195                                           | 44,948                                           | 48,070                                           | 52,760                                           | 58,545                                           |
| 8                                                | 韓国                                             | 18,161                                           | 21,602                                           | 26,012                                           | 29,868                                           | 36,813                                           | 44,602                                           | 53,449                                           | 63,924                                           | 75,979                                           | 90,294                                           |
| 9                                                | メキシコ                                         | 7,918                                            | 8,972                                            | 11,176                                           | 13,979                                           | 17,685                                           | 22,694                                           | 29,417                                           | 38,255                                           | 49,393                                           | 63,149                                           |
| 10                                               | ロシア                                           | 6,909                                            | 9,833                                            | 13,971                                           | 19,311                                           | 26,061                                           | 34,368                                           | 43,800                                           | 54,221                                           | 65,708                                           | 78,576                                           |
| 11                                               | ブラジル                                         | 5,657                                            | 8,941                                            | 11,102                                           | 14,687                                           | 18,225                                           | 24,164                                           | 30,910                                           | 42,109                                           | 53,911                                           | 69,051                                           |
| 12                                               | トルコ                                           | 5,545                                            | 6,005                                            | 7,460                                            | 9,291                                            | 11,743                                           | 15,188                                           | 20,046                                           | 26,602                                           | 34,971                                           | 45,595                                           |
| 13                                               | イタリア                                         | 3,768                                            | 4,652                                            | 5,888                                            | 7,345                                            | 9,328                                            | 12,139                                           | 15,979                                           | 20,746                                           | 26,231                                           | 32,676                                           |
| 14                                               | 中国                                             | 2,041                                            | 3,463                                            | 5,837                                            | 8,829                                            | 12,688                                           | 17,522                                           | 23,511                                           | 30,951                                           | 39,719                                           | 49,650                                           |
| 15                                               | インドネシア                                     | 1,508                                            | 1,724                                            | 2,197                                            | 2,813                                            | 3,711                                            | 5,123                                            | 7,365                                            | 10,784                                           | 15,642                                           | 22,395                                           |
| 16                                               | フィリピン                                       | 1,312                                            | 1,688                                            | 2,075                                            | 2,591                                            | 3,372                                            | 4,635                                            | 6,678                                            | 9,815                                            | 14,260                                           | 20,388                                           |
| 17                                               | エジプト                                         | 1,281                                            | 1,531                                            | 1,880                                            | 2,352                                            | 3,080                                            | 4,287                                            | 6,287                                            | 9,443                                            | 14,025                                           | 20,500                                           |
| 18                                               | ナイジェリア                                     | 919                                              | 1,087                                            | 1,332                                            | 1,665                                            | 2,161                                            | 2,944                                            | 4,191                                            | 6,117                                            | 8,934                                            | 13,014                                           |
| 19                                               | インド                                           | 817                                              | 1,061                                            | 1,492                                            | 2,091                                            | 2,979                                            | 4,360                                            | 6,524                                            | 9,802                                            | 14,446                                           | 20,836                                           |
| 20                                               | パキスタン                                       | 778                                              | 897                                              | 1,050                                            | 1,260                                            | 1,568                                            | 2,035                                            | 2,744                                            | 3,775                                            | 5,183                                            | 7,066                                            |
| 21                                               | ベトナム                                         | 655                                              | 1,001                                            | 1,707                                            | 2,834                                            | 4,583                                            | 7,245                                            | 11,148                                           | 16,623                                           | 23,932                                           | 33,472                                           |
| 22                                               | バングラデシュ                                   | 427                                              | 510                                              | 627                                              | 790                                              | 1,027                                            | 1,384                                            | 1,917                                            | 2,698                                            | 3,767                                            | 5,235                                            |

## 類義語

### BRIC

BRIC諸国

ゴールドマン・サックスのジム・オニールが2001年に提唱した「経済概念」または「投資概念」の用語。ジム・オニール自身はBRICは投資概念ではなく、4か国（ブラジル、ロシア、インド、中国）の経済的な存在感の高まりが、いずれ国際的な統治枠組みに重大な影響をもたらすようになるという点にあったと述べている。

### BRICS+
BRICSは設立当初、ブラジル、ロシア、インド、中国の4か国体制であり、南アフリカが加盟して以降は5か国体制であった。2023年の拡大によってイラン、エジプト、アラブ首長国連邦、エチオピアの4か国が加盟し、2025年1月6日にはインドネシアがパートナー国の地位から昇格して10か国の所帯となった。これにより、正式名称はBRICSのままであるがメディア上ではBRICS+とも表現される場合がある。

### その他
その他の類義語としては、BRICsの名付け親であるゴールドマン・サックスのジム・オニールが2005年に、BRICS諸国に次いで21世紀有数の経済大国に成長する高い潜在性があるとした11か国（イラン、インドネシア、エジプト、トルコ、ナイジェリア、パキスタン、バングラデシュ、フィリピン、ベトナム、メキシコ、韓国）の総称として、Next Eleven（ネクストイレブン）を提示した。
さらに、2009年にはエコノミスト・インテリジェンス・ユニット（EIU）が、BRICSに次ぐ経済発展が期待されている新興国（コロンビア、インドネシア、ベトナム、エジプト、トルコ、南アフリカ）としてCIVETS（シベッツ）を提唱した。その後、HSBCによって広く普及した。
また、アメリカの政治リスク専門コンサルティング企業であるユーラシア・グループのイアン・ブレマーは、20世紀にアメリカと共に発展してきたが21世紀には衰退が始まっている3か国（日本、イスラエル、イギリス）として、JIBs（ジブズ）を提唱した。これらの国は近隣諸国の発展に伴い、地政学的な問題を引き起こすリスクがある点も共通しており、その地政学的問題に対して建設的な役割を果たせないでいる。